# 人類對環境的影響
- 左上: 東南亞邁害（英语：Southeast Asian haze）的衛星影像
- 右上: 國際原子能總署（IAEA）人員進入福島第一核電站事故現場檢查
- 中間左: 工業化捕魚模式，這種過度捕魚會導致魚源枯竭。
- 中間右: 一隻受到油外洩之害的海鳥
- 左下: 在廷托河中流淌的酸性礦山廢水（英语：Acid mine drainage）
- 右下: ，描述葡萄牙移民在巴西的大西洋沿岸森林進行森林砍伐的一幅圖畫（約發生在1820年-1825年間）

人類對環境的影響（英語：Human impact on the environment，或稱為人為影響（英語：anthropogenic impact））指的是人類直接或間接對生態環境、生態系統、生物多樣性和自然資源所造成的改變。人類改變環境以適應自身建成環境的需求已產生嚴重的影響，包括有氣候變化、環境退化（如海洋酸化）、大規模物種滅絕和生物多樣性喪失、生態危機以及生態崩潰。造成這類規模擴及全球的環境損害（直接或間接所產生）的人類活動包括有人口增長、過度消費、過度開發、污染和森林砍伐。其中有些問題，包括有氣候變化和生物多樣性喪失，已被認為是危及人類生存的全球災難危機。

## 人類過度行為

### 過度消費

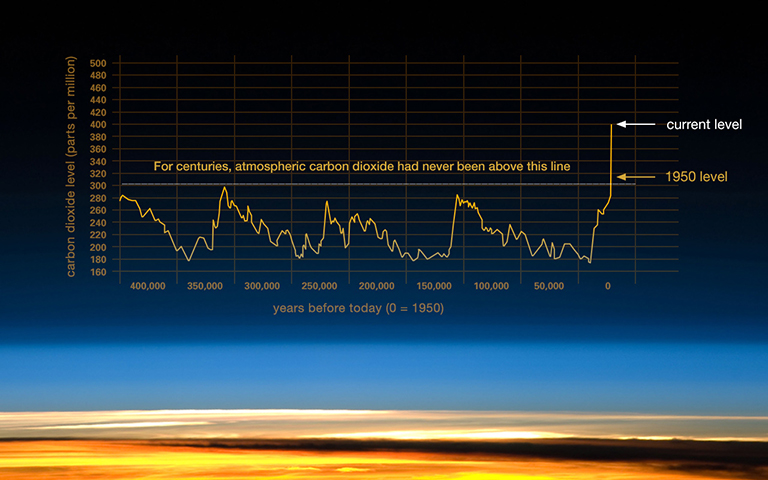
美國國家航空暨太空總署（NASA）公布的圖表，顯示地球在過去40萬年間的二氧化碳水準變化。

過度消費是種耗用資源速率超過生態系統能持續供應的情況。可通過生態足跡作衡量，這是種資源核算方法，把人類對生態系統的需求與地球物質生態系統可更新的數量做比較。估計的結果是人類當前的需求比地球上所有生態系統再生能力的總和高出70%。長期過度消費會導致環境退化，和最終資源基礎喪失。
人類對地球影響的因素包含許多，不僅是只在人口的數目而已。人類的生活方式（包括整體富足程度和資源使用）和他們產生的污染（包括碳足跡）也同樣重要。 《紐約時報》在2008年指出，世界已開發國家的居民消耗石油和金屬等資源的速速率幾乎是開發中國家的32倍，而這些開發中國家的人口卻佔全世界的大多數。

個人透過不同行動所能減少碳足跡的程度。

人類的文明已經導致83%的野生哺乳動物和一半的植物消失。世界上雞的數量是所有野生鳥類重量的3倍，而馴養的牛和豬，以及所有野生哺乳動物的重量比是14比1。預計到2050 年，當全球人口增加到90億以上，全球肉類消費量將會增加一倍以上，或至少增加76%，這將成為驅動生物多樣性的進一步喪失和溫室氣體排放增加的重要因素。

### 人口增長和規模

從公元前10000年到公元2000年的地球人口數目，2000年的人數是18世紀的7倍。

一些學者、環保主義者和倡導者將人口增長或人口規模與環境問題的驅動因素聯繫起來，其中有人認為這表明存在人口過多的情況。全球有超過15,000名科學家在2017年向人類發出第二次世界科學家對人類的警告，聲稱人口快速增長是“存於許多生態甚至是社會威脅背後的主要驅動力。”根據2019年聯合國政府間生物多樣性及生態系統服務平台（IPBES）發佈的全球生物多樣性和生態系統服務評估報告 ，人口增長是當代生物多樣性喪失的重要因素。科學期刊前沿媒體在2021年刊出的一份報告中提出，人口規模和增長是導致生物多樣性喪失、土壤退化和污染的重要因素。
包括潘提·林克勒、賈德·梅森·戴蒙和E. O. 威爾遜在內的一些科學家和環保主義者認為，人口增長對生物多樣性具有破壞性。例如人類達到60億的數目時，威爾遜就表達擔憂，因為此時人類擁有的生物質數量超越任何曾經存在過的其他大型陸生動物物種的100倍。
然而把人口過多認為是導致環境問題的原因存有爭議性。根據現有的人口成長預測顯示，全球人口增長正在放緩，將在21世紀達到頂峰，許多專家認為全球資源可滿足此種增加的需求，表示所謂全球人口過多的情況不太可能發生。而有別的預測顯示全球人口將繼續增長到下個世紀。雖然有些研究，包括英國政府的2021年生物多樣性經濟學審查（2021 Economics of Biodiversity review），認為人口增長和過度消費是互為依存，批評者認為把環境問題歸咎於人口過剩，可能會過度歸咎於貧困地區的人口（參見南北分歧）或是把複雜的驅動元素過度簡化，導致有些人把過度消費當作是個單獨的問題。
倡導進一步降低人類生育率的人，其中包括墨西哥出生的Rodolfo Dirzo教授和美國保羅·R·埃利希教授，認為降低主要該發生在“那些過度消費的富人和中產階級”，最終目標是縮小“企業的規模”並扭轉他們所謂的“增長狂”，這種增長會威脅到生物多樣性和“人類的生命維持系統”。

## 漁業和農業
農業對環境的影響，因世界各地採用不同的農業方式而異。最終是取決於農民使用的生產方式。農業方式和排放到環境中的污染物之間的聯繫是間接的，因為還取決於其他氣候變數，例如降雨量和氣溫。

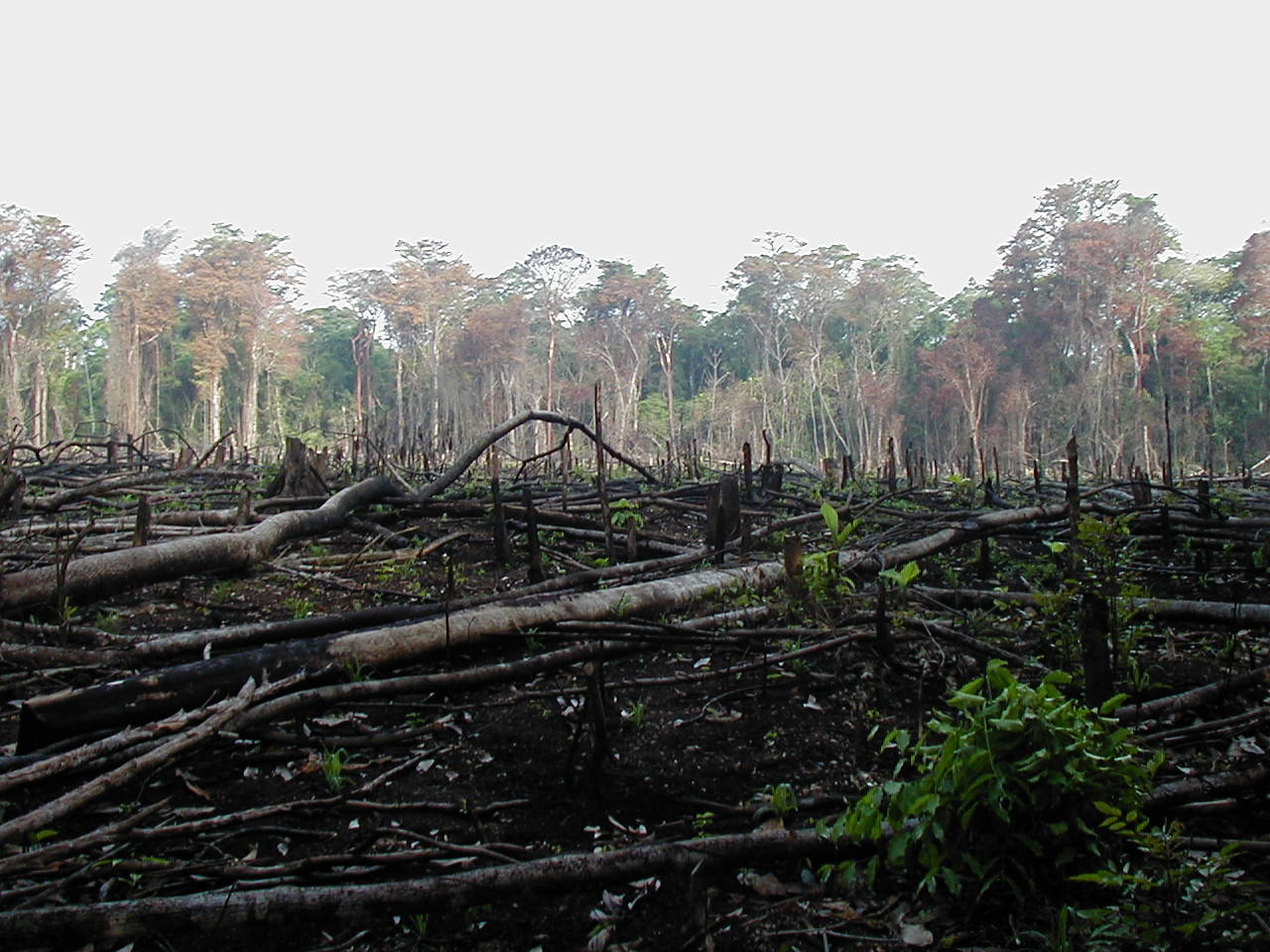
在墨西哥恰帕斯州Lacanja村的刀耕火種農業模式。

造成環境影響的指標有兩種：“手段指標”，根據農民的生產方式；“效果指標”，即耕作方式對耕作系統或環境所產生的排放影響。手段指標中的一個例子是施於田地的氮量，其影響到地下水品質的程度。而滲入地下水的硝酸鹽數量則是效果指標。
農業對環境的影響涉及多種因素，從土壤到水、空氣、動物、土壤多樣性、植物和產出的食物本身。與農業相關的一些環境問題包括氣候變化、森林砍伐、基因工程、灌溉、污染物、土壤退化和廢棄物。

### 捕魚

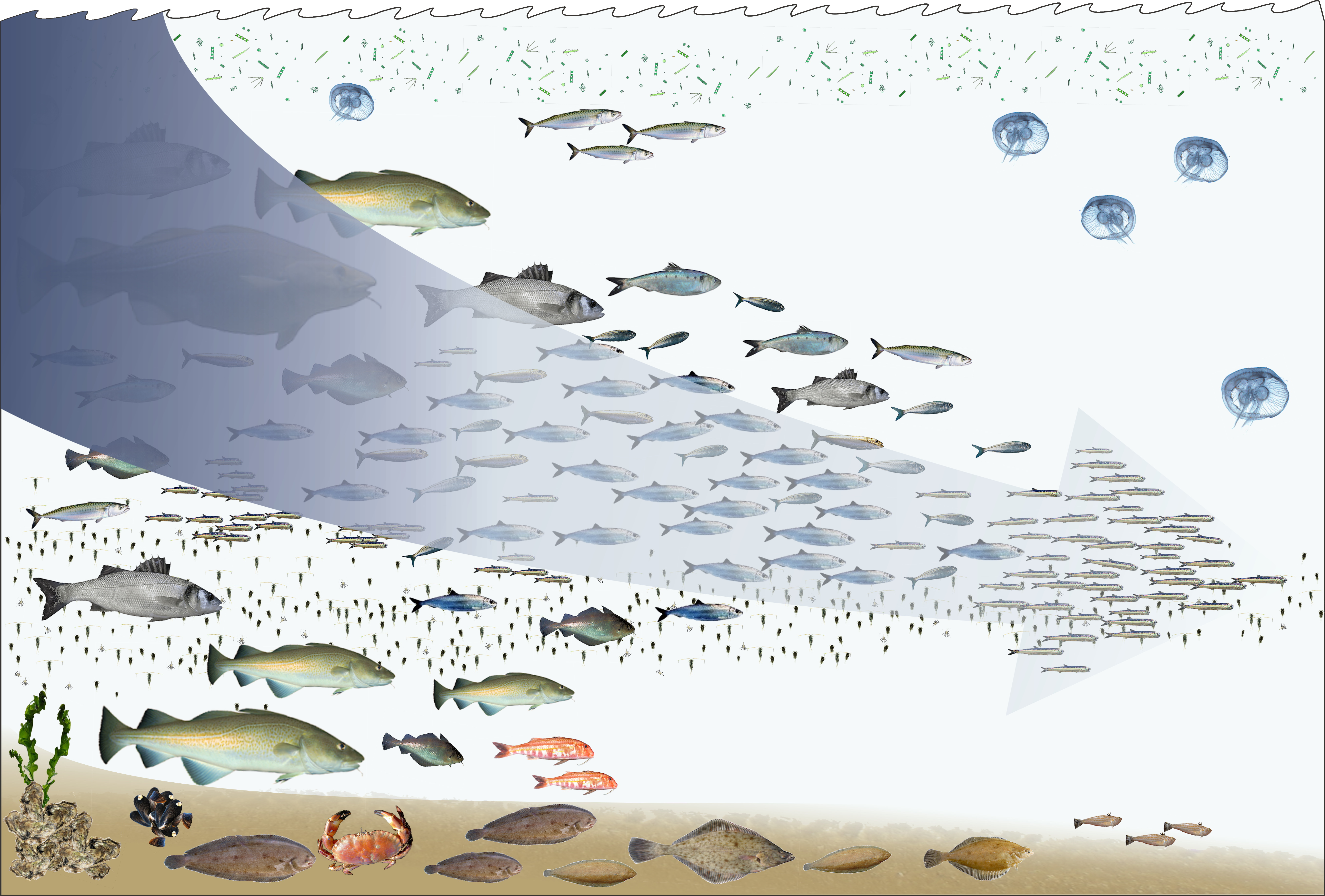
圖示：向食物網底層捕撈。

捕撈對環境的影響可分為涉及可供捕撈魚類數量的問題，例如過度捕撈、可持續漁業和漁業管理；以及涉及捕魚對其他環境要素發生影響的問題，例如兼捕行為和珊瑚礁之類的棲息地受到破壞。根據2019年IPBES報告，過度捕撈是導致海洋大規模物種滅絕的主要驅動力。
這些保護問題是海洋保護行動中的一部分，可透過漁業學計劃予以解決。但可捕獲的魚類數量與人類需捕獲之間的差距越來越大，隨著世界人口增長，這個問題變得日益嚴重。
以捕魚為生的漁民與漁業科學家之間也存在衝突，情況與其他環境問題並無不同。因為科學家知道，如果要維持魚類種群能永續存在，就必須減少，甚至是停止捕撈。
《科學》雜誌於2006年11月發表過一項為期4年的研究報告，如按照目前的趨勢，世界的野生海鮮到2048年將會被捕殆盡。科學家們表示，這種魚類數量下降是由於過度捕撈、污染和其他環境因素造成的結果，而同時海洋生態系統也在退化之中。但這種分析再次遭到批評，認為研究存在根本性缺陷，許多漁業管理官員、行業代表和科學家對此一結論提出質疑，爭論仍在持續。目前如東加、美國、澳大利亞和紐西蘭等許多國家和國際管理機構已著手採取措施，以妥善管理海洋資源。
聯合國糧食及農業組織 (FAO) 於2018年發佈兩年一度的《世界漁業和水產養殖狀況報告（State of World Fisheries and Aquaculture）》，指出過去20年世界漁產數量保持不變，但其中的過度捕撈已有增加，佔世界魚產的33%。報告還指出水產養殖的產量已從1990年的每年1.2億噸增加到2018年的1.7億多噸。
自1970年以來，鯊魚和鰩魚的數量減少比率高達71%，主要是由於過度捕撈的結果。這類族群中有超過4分之3正面臨滅絕的威脅。

### 灌溉
灌溉對環境的影響包括灌溉導致的土壤和水的數量和品質的變化，以及隨之而發生的灌溉計劃末端和下游的自然和社會環境所受到的影響。
影響來自這些灌溉計畫的建設和運作，而導致的水文條件變化。
灌溉計劃通常是從河中取水，並將其分配到灌溉區域。而導致的水文結果是：
- 河川下游流量減少
- 整體計畫中水的蒸發數量增加
- 計畫區地下水補給增加
- 地下水水位上升
- 排水量增加。

上述所談的是直接影響。
而對於土壤和水質的影響則為間接，而且形式復雜，而之後對自然、生態和社會經濟方面的影響也是錯綜複雜。在某些（並非全部）情況下，可能會導致漬災和土壤鹽化。但灌溉也可以與土壤排水一起作用，把植物根部附近多餘的鹽分淋溶以及排除，而把土壤鹽化的問題克服。 
灌溉也可透過鑿井以抽取地下水使用。就水文結果而言，會導致地下水水位下降。所發生的影響包括有不能再生的古地下水遭到開採、地層下陷以及沿岸地區的海水倒灌。
灌溉有很大的益處，但負面作用往往受到忽視。大功率水泵、水壩和輸水管道等設施是造成含水層、湖泊和河流等淡水資源發生大規模枯竭的原因。由於淡水受到大量轉移，湖泊、河流和小溪因之乾涸，嚴重改變周圍的生態系統，或是造成壓力，並導致許多水生物種滅絕。

### 農業用地流失

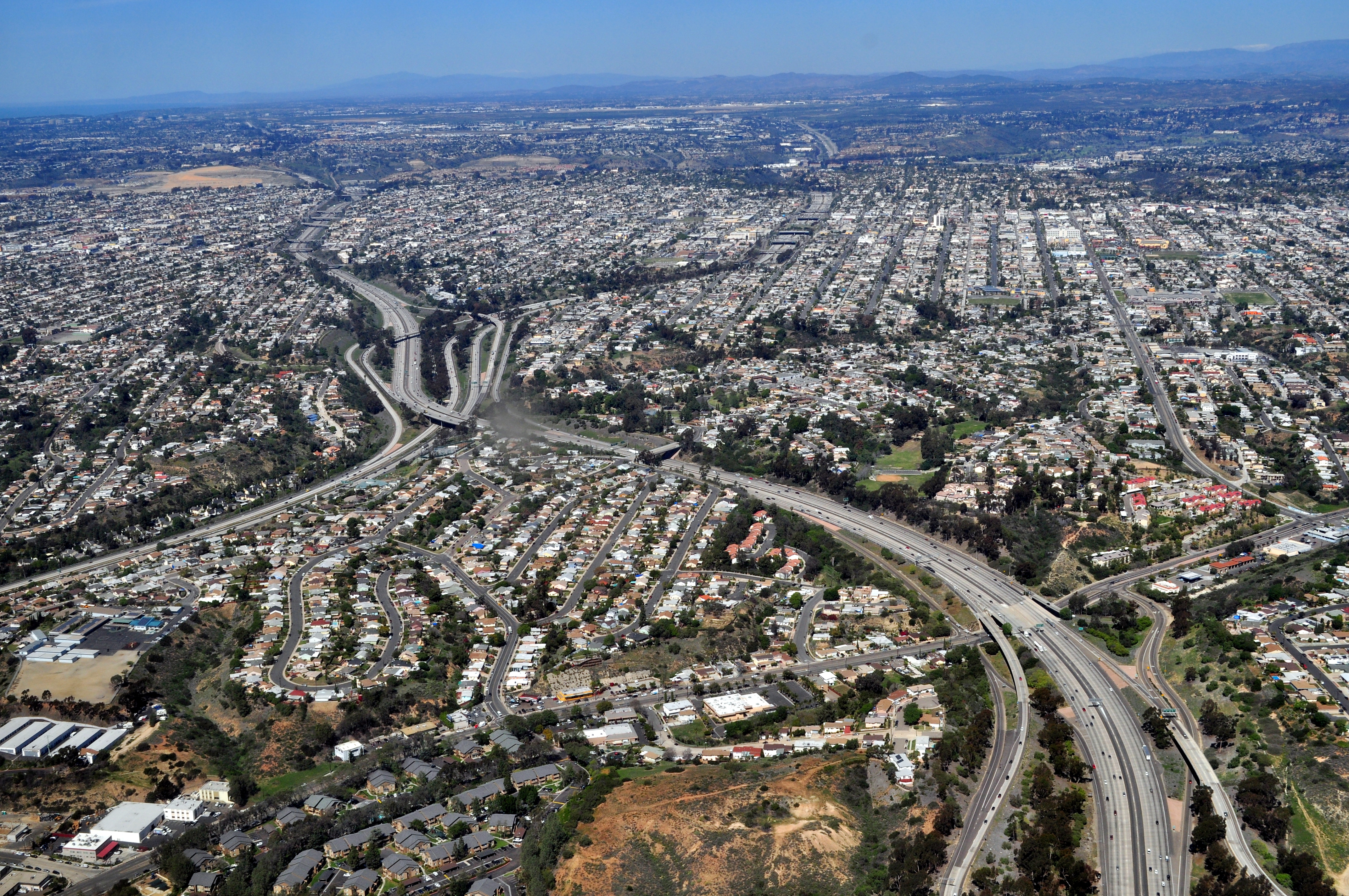
在加利福尼亞州的都市蔓延狀況。

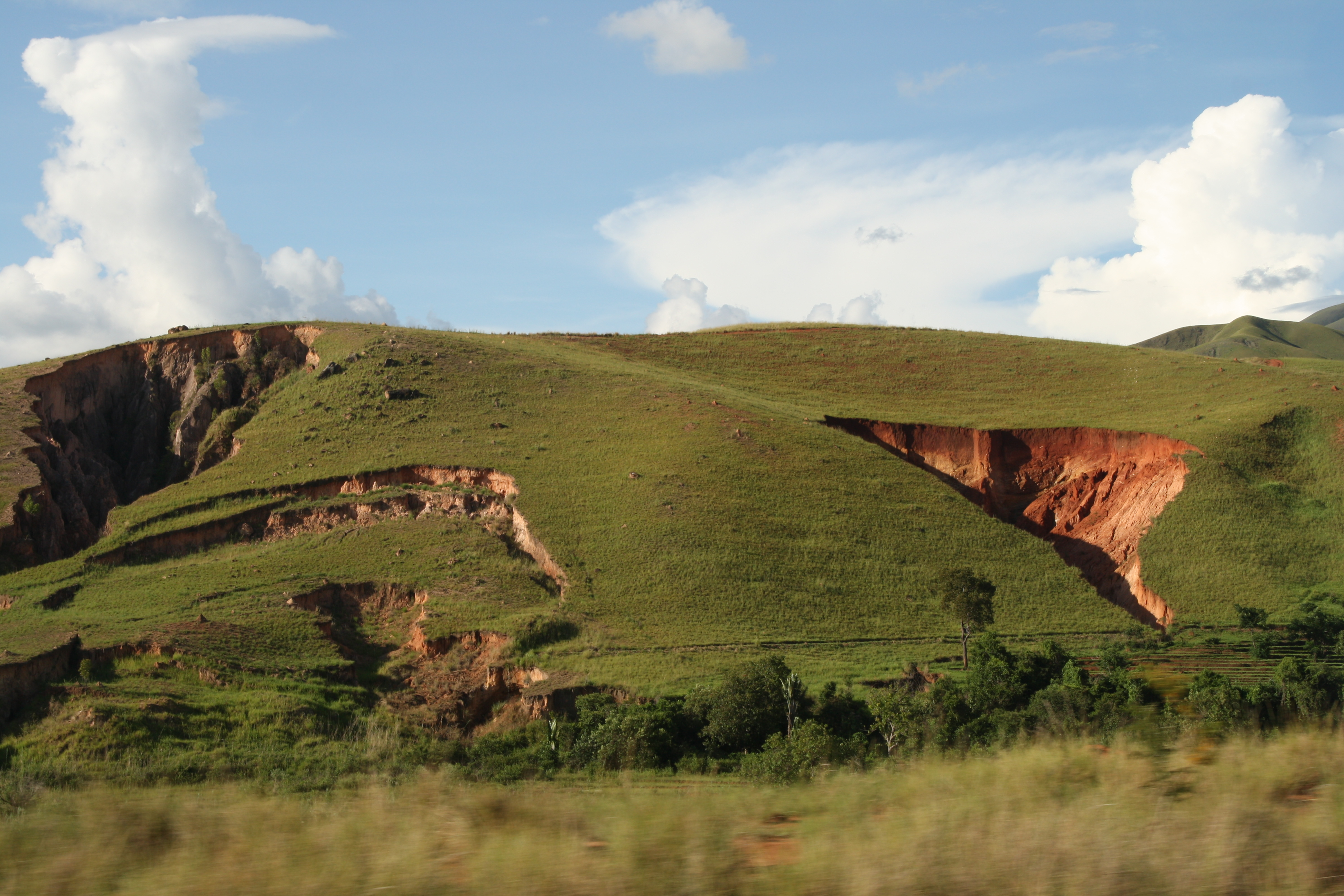
發生在馬達加斯加的水土流失。

根據Rattan Lal‬和B.A. Stewart兩位研究者在名為Soil degradtion: A Global Threat研究報告中的估計，全球每年因退化和廢棄，損失的農業用地為1,200萬公頃。相較之下，根據Sarah Scherr在GLASOD（聯合國環境規劃署發表的人為土壤退化全球評估（Global Assessment of Human-Induced Soil Degradation））中的估計，自1940年代中期以來，每年有600萬公頃的農田因土壤退化而喪失，她指出，這個數量與Dudal和Rozanov等研究人員的早期估計相似。此類喪失不僅歸因於土壤侵蝕，也歸因於鹽化、養分和有機物質喪失、酸化、壓實、漬災和地層下陷。人為引起的土地退化往往在乾旱地區尤其嚴重。研究人員奧爾德曼（Oldeman）針對土壤特性，估計全球約有1,900萬平方公里的土地已經退化；而研究人員Drgne和Chou把植被和土壤的退化合計在內，估計世界乾旱地區約有3,600萬平方公里的土地已經退化。雖然有前述的農業用地損失，但從1961年到2012年，全球用於種植作物的耕地數量增加約9%，估計全球在2012年的耕面積有13.96億公頃。
據估計，全球平均土壤侵蝕率很高，傳統農田的侵蝕率通常超過土壤的預計生產率，差距經常超過一個數量級。在美國，自然資源保護局（簡稱NRCS)對侵蝕估計的抽樣是以統計學為基礎，使用通用土壤流失公式和風蝕公式（Wind Erosion Equation）。據估計美國非聯邦土地在2010年，因大雨、小河和風蝕造成的年均土壤流失量各為：耕地10.7噸/公頃，牧場1.9噸/公頃；自1982年以來，美國農田的平均土壤侵蝕率已降低約34%。在北美，用於生產小麥和大麥等穀物的農田採取免耕和低密度耕作的方式變得日益普遍。近來在未耕作的農田上，平均每年的土壤流失量為2.2噸/公頃。與使用傳統耕作的農業相比，由於免耕農業產生的侵蝕率更接近土壤生產率，因此有人建議這種做法可為永續農業奠定基礎。
水土流失（或稱土壤退化/土地退化）是種過程，其生態環境的價值受到土地上人為過程的綜合影響。水土流失被視為是有害或不受歡迎的土地變化或是干擾。但自然災害並未包含在其中；然而人類活動可間接影響並導致洪水和叢林大火等自然災害的發生。由於水土流失對農業生產力、環境及對糧食安全的影響，而被認為是21世紀的重要課題。據估計，世界上有多達40%的農業用地有嚴重流失的情況。

### 畜牧業

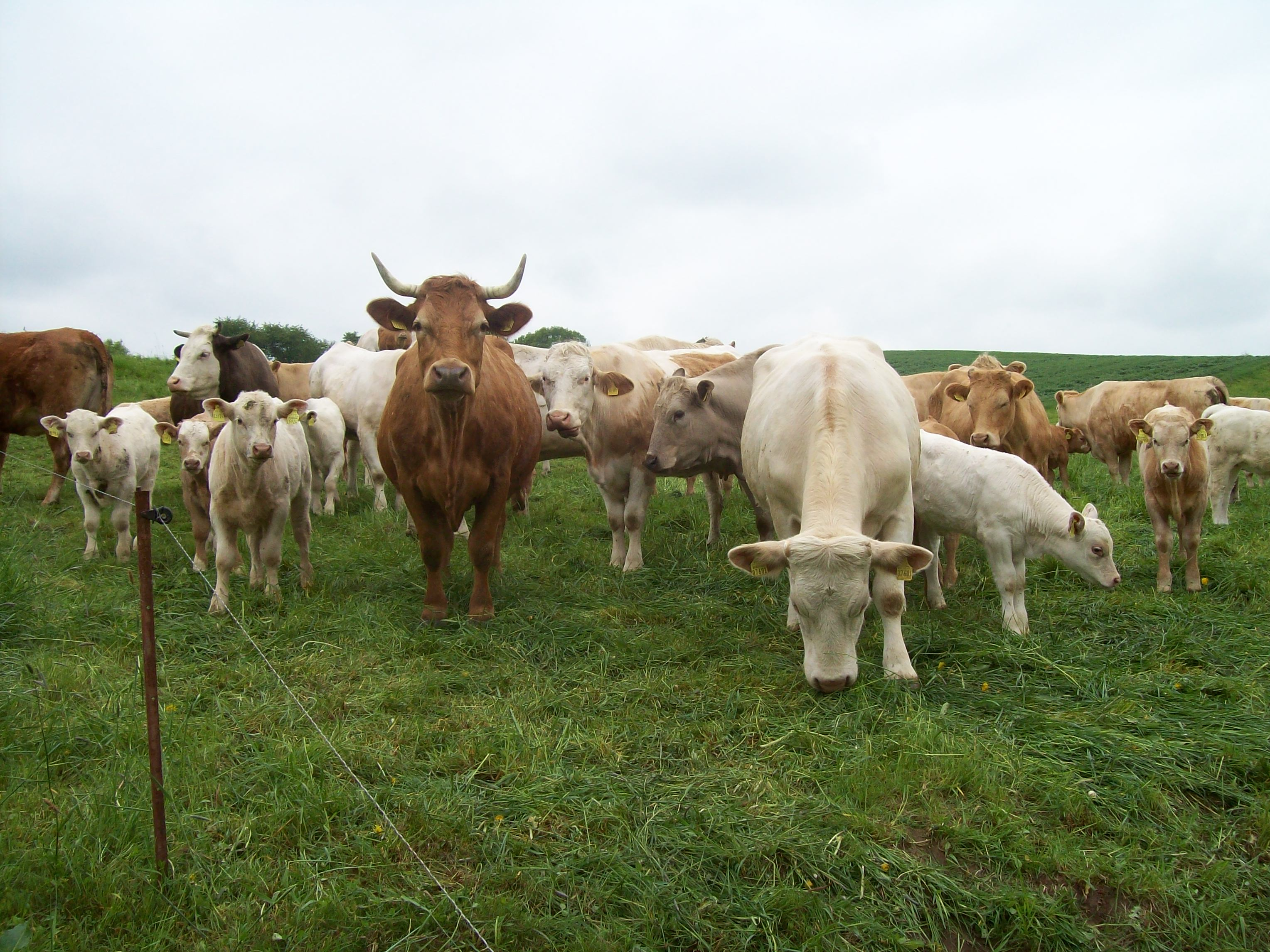
全球畜牧業提供僅18%的卡路里，卻用到83%的農業用地，所排放的溫室氣體佔農業總排放量的58%。

地球上各哺乳動物類生物質的個別佔比

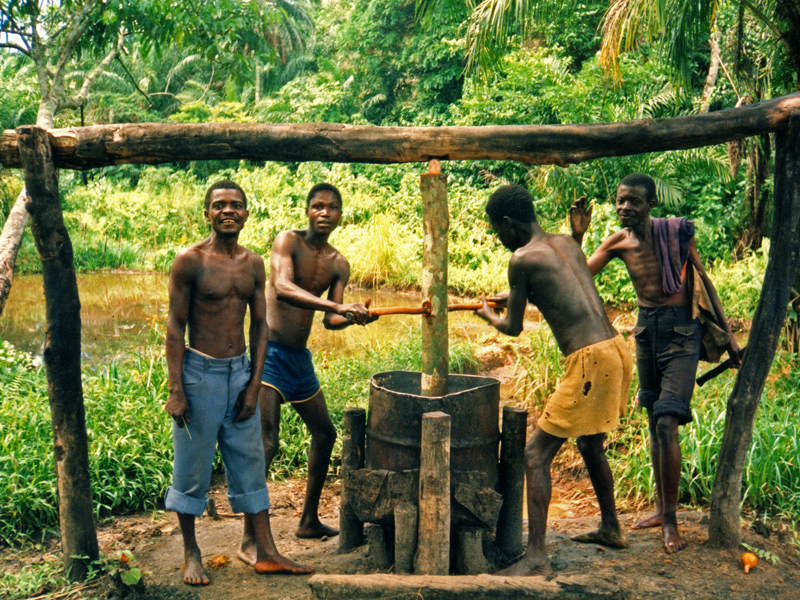
在剛果民主共和國班頓杜省村莊中的榨棕櫚油設備。

與畜牧業相關的環境影響包括使用化石能源、水和土地資源、溫室氣體排放，在某些情況下還包括雨林砍伐、水污染和物種瀕危等不利影響。。據FAO的研究人員斯坦菲爾德等人（Steinfeld et al）估計，全球有18%的人為溫室氣體排放（估計等於100年排放的二氧化碳當量）在某種程度上與畜牧業有關。FAO的數據顯示，2011年的全球肉類產量在所有畜產品中的佔比為26%。
全球經過腸道發酵（主要為反芻家畜）產生的甲烷約佔所有人為甲烷排放數量的27%，雖然甲烷具有長達100年的全球變暖潛力，但最近估計其中甲烷有28年並無氣候-碳反饋，而有34年會產生氣候-碳反饋，推測甲烷造成的暖化效果相對較小。與畜牧業相關的其他人為溫室氣體排放，如使用化石燃料而產生的二氧化碳（主要用於飼料的生產、採收和運輸），以及與使用氮肥、種植固氮豆科植物和糞便管理相關的一氧化二氮排放。但目前已有可減輕這類排放的管理方式。
畜牧業與大量用水有關聯，主要是因為生產作飼料用途的植物需要用水。目前已有幾個與畜牧和肉類生產相關的推估用水數字，但較精確的用水量卻少有估計。例如“綠水”是直接由土壤水的蒸發散而產生的降雨來提供；據估計，“綠水”佔全球肉牛生產“水足跡”的94%，在牧場上，與牛肉生產相關的用水中多達99.5%是“綠水”。
逕流和滲透水中的糞便和其他物質對水質的損害是個問題，尤其是在進行集約化畜牧業的所在。在美國對32個行業進行比較的結果，由於畜牧業遵守環境法規如《清潔水法案》和《{清潔空氣法案》，而有相對良好的紀錄，但有時大型畜牧業會違規，而造成嚴重的污染問題。美國國家環境保護局等機構提出各種措施，可幫助降低牲畜對溪流水質和河岸環境的損害。
一些牛肉產業的數據顯示飼養方式的變化，對環境的影響也會改變。美國牛肉生產系統在2007年中普遍採用的做法，估計已減少8.6%的化石燃料使用量，減少16%的溫室氣體排放量（估計為100年二氧化碳當量），減少12%的用水，與1977年相比，每生產單位質量牛肉的土地利用減少33%。從1980年到2012年之間，美國人口增加38%，小型反芻動物數量減少42%，牛和小牛數量減少17%，牲畜的甲烷排放量減少18%；雖然牛隻數量減少，但美國的牛肉產量在此期間反而有所增加。
家畜放牧在某些方面被認為是對環境有益。包括把人類無法食用的作物殘渣轉化為食物，而減少廢棄物數量；使用牲畜作為除草劑的替代品，來控制侵入性和有害的雜草，以及其他的植被管理活動，使用動物糞便作為肥料，來替代需要使用大量石化燃料來製造合成化肥，放牧用於改善野生動物棲息地， use of animal manure as fertilizer as a substitute for those synthetic fertilizers that require considerable fossil fuel use for manufacture, grazing use for wildlife habitat enhancement,以及放牧地具有碳截存的功能等等。相反的是根據在同儕評審期刊上所發表的一些研究，人類對肉類的不斷增長的需求，正導致顯著的生物多樣性喪失，原因是畜牧業的擴張會導致森林砍伐和棲息地遭到破壞。此外，IPBES的2019年全球生物多樣性和生態系統服務評估報告中也提出警告，不斷增加的肉類生產而對用地的需求，在生物多樣性喪失方面發揮著重要作用。.FAO在2006年發佈的報告《畜牧業的巨大陰影》中顯示用於放牧牲畜的土地已佔全球陸地表面積大約26% 。 

### 棕櫚油
棕櫚油是種植物油，由油棕的種籽榨取而得，油棕原產地是西非和中非。棕櫚油最初是開發中國家的食品，現在則存在世界的各式食品、化妝品和其他類型的產品之中。全球目前消費的植物油中，棕櫚油的佔比達到3分之1以上。

#### 棲息地喪失

從2001年起，地球上森林消失的速度大約增加一倍，每年損失的面積約等於一個義大利。

由於世界的食品、家用品和化妝品中均使用棕櫚油，而對棕櫚油產生大量需求，造成人們砍伐天然森林以開闢油棕種植園。這類森林砍伐在亞洲、拉丁美洲和西非均有發生，而馬來西亞和印尼兩國種植的油棕數目佔全球的90%。這些天然森林原本是各種物種（包括許多瀕危物種，如鳥類、犀牛和老虎）的家園。.自2000年以來，全球發生的森林砍伐中，有47%的目的是為種植油棕，每年開發的面積約有877,000英畝。

#### 對生物多樣性的影響
天然森林中具有極為豐富的生物多樣性，是多種生物的棲息地。但油棕種植園不同。研究顯示這類種植園的植物多樣性不及天然森林的1%，而哺乳動物的多樣性則降低47-90%。這類種植園被稱為單一耕作地。讓油棕種植園較能永續存在的方法之一（但仍不是最佳選擇）是通過混農林業，額外種植其他的經濟作物，例如咖啡或是可可。雖然這些種植園比單一耕作更俱生物多樣性，但仍然不如天然森林般的豐富。此外，混林農業無法為勞動者、其家庭和周邊地區帶來如棕櫚油產業般的經濟效益。

#### 永續性棕櫚油圓桌會議（RSPO）
永續性棕櫚油圓桌會議 (RSPO)是個在2004年成立的非營利組織，負責制定標準，其成員（截至2018年，已有4,000多家）必須遵守，用來生產、採購和使用這種永續棕櫚油（認證永續棕櫚油的簡稱為CSPO）。目前全球的棕櫚油中有19%經過RSPO的認證。
CSPO的標準規定，油棕種植園不能設立在有瀕危物種棲息的森林或地區、生態系統脆弱或對當地社區需求有利的地區。CSPO還呼籲減少使用農藥和減少使用焚燒的方式清理土地，並制定若干規則以確保勞動者和當地社區居民的社會福祉。

## 對生態系統影響

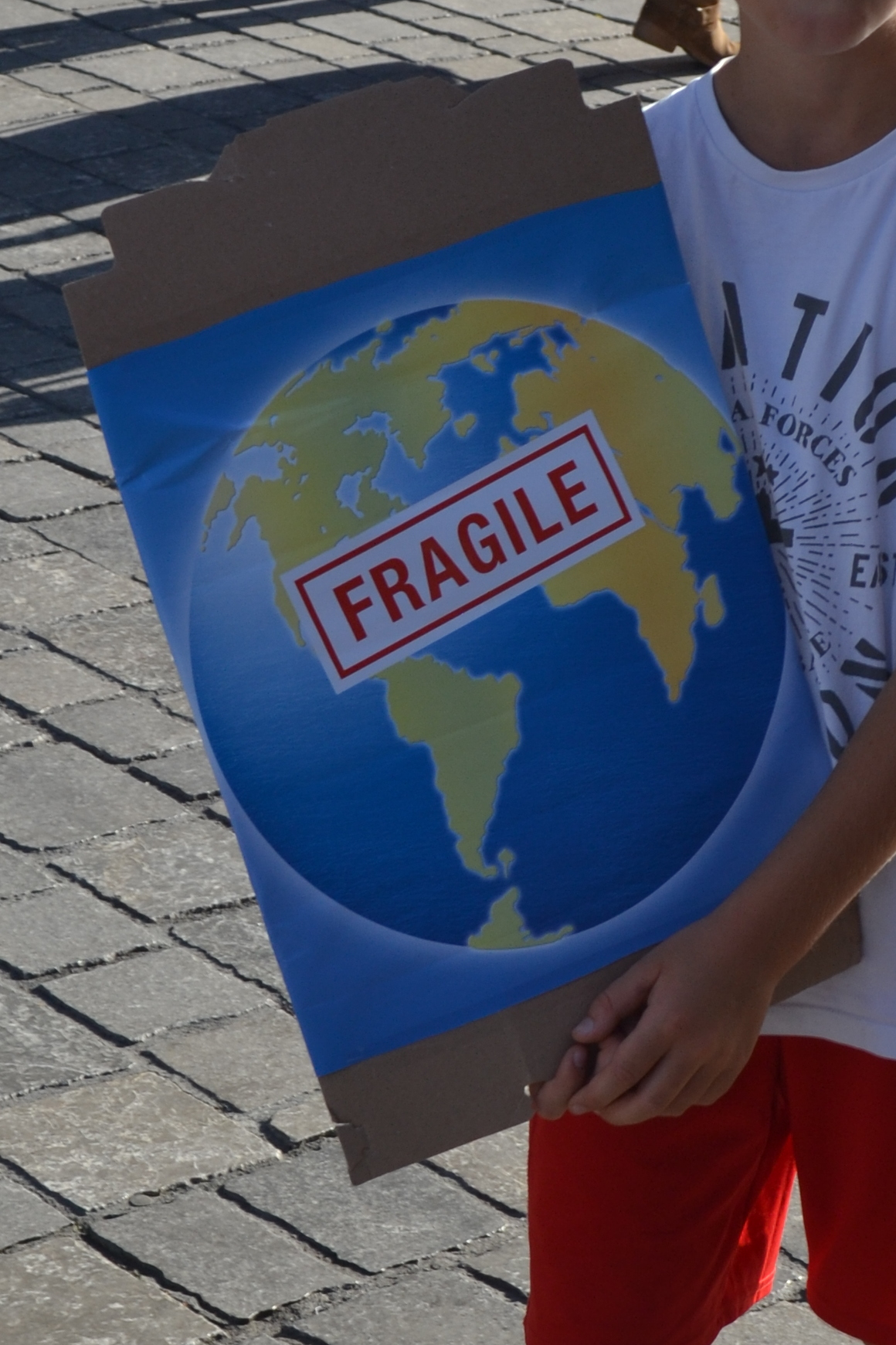
兒童加入保護環境的行動(2018年)。

### 環境退化
人類活動會造成環境退化，因為如空氣、水、土壤等資源的枯竭而導致環境惡化、生態系統破壞、棲息地破壞，讓野生動物滅絕以及發生污染。這是對於環境有害或不受歡迎的變動或是干擾。如I=PAT公式所表達的，環境影響 (I，或是退化）是由已經非常龐大且不斷增加的人口 (P)、持續增長的經濟或人均財富 (A) 以及採用會消耗資源和產生污染的科技（T）綜合而造成的結果。
根據前沿媒體於2021年發表的《森林與全球變化（Forests and Global Change,）》研究報告，地球上僅餘3%的陸地具有完整的生態和動物群（表示這些地區擁有健康的本地動物種群，幾乎沒人類足跡）。這些具有完整生態系統的土地有許多是位於原住民所居住之地。

### 生境破碎化
根據《自然》雜誌在2018年發表的一項研究報告，全球有87%的海洋和77%的陸地（不包括南極洲）已遭到人為活動改變，地球上僅剩23%的陸地仍為荒野狀態。
生境破碎化是因為大片棲息地的喪失和減少，導致住在零星分散的棲息地中的生物繁殖不易，接下來就會生態系統退化及生物多樣性喪失。人類因改變棲息地的連通性和品質，對棲息地破碎和喪失負有很大責任。了解棲息地破碎化的後果對於保護生物多樣性和增強生態系統的功能非常重要。
蔬菜和水果是人類的重要食物來源，依賴授粉動物來協助繁殖。當棲息地遭到破壞，天然授粉者的數量就會減少，作物產量也會因此減少。許多植物也依賴動物，尤其是那些以水果為食者來協助傳播種子。因此當此類動物的棲息地被嚴重破壞，依賴它們的植物均會受到影響。

### 大滅絕
生物多樣性通常指的是地球上生命的多樣和多變，地球上擁有數量龐大的不同物種即為明證。人類在地球出現後，一直在直接（例如通過狩獵）或間接（例如通過破壞棲息地）進行消滅整個物種的行為，導致滅絕以驚人的速度發生。人類是生物集群滅絕的禍首，這種情況稱為全新世滅絕事件，這種滅絕速度達到正常背景速率的100到1000倍。大多數專家都同意人類把物種滅絕速度加快。有些學者假設如沒人類，地球的生物多樣性將以指數型的速度增長，而非下降。這種全新世滅絕事件仍在進行中，大量消費肉類、過度捕撈、海洋酸化和兩棲動物危機是導致生物多樣性發生普遍性、世界性下降的幾個明顯的原因。人口過多（和仍在持續增長的人口）以及揮霍式消費被認為是這種快速下降的主要驅動力。在2017年所發佈的世界科學家對人類的警告信中指出，由人類引發的第六次滅絕事件，許多當前存在的生命形式將會遭到摧毀，而在本世紀末滅絕。透過網路刊出的科學評論《生物評論（Biological Reviews）》在2022年的文章中證實，由人類活動引起的生物多樣性喪失危機（研究人員將其描述為第六次大規模滅絕事件）目前正在進行中。
2020年6月發表在《美國國家科學院院刊（PNAS）》上的文章，說這種滅絕「對人類文明而言是極為危險的環境威脅，因其無法逆轉」，而其滅絕速度「因人類數量和消耗仍在快速增長中，幾可確定」。

### 生物多樣性下降

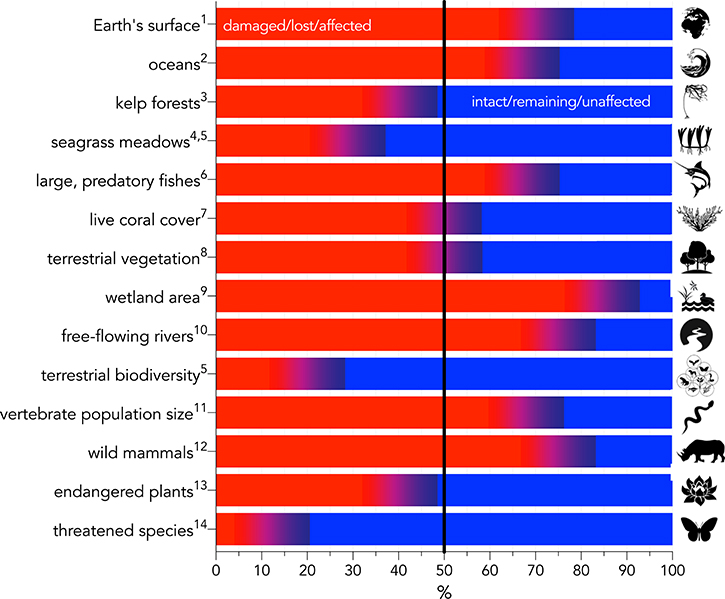
因人類活動而產生的主要物種多元化影響所佔的比率（紅色），基線以藍色表示。

動物區系喪失表達的是生態群落中動物的數目降低與喪失。
據估計，從1970年到2016年之間，世界上的野生動物有68%因人類活動而遭到毀滅 。據信在南美洲的喪失達到70%。2018年5月發表在PNAS上的一項研究報告說，自人類文明誕生以來，有83%的野生哺乳動物、80%的海洋哺乳動物、50%的植物和15%的魚類已經消失。目前人類飼養的牲畜佔地球上所有哺乳動物生物量的60%，其次是人類 (36%) ，再來是野生哺乳動物 (4%)。根據IPBES的2019年全球生物多樣性和生態系統服務評估報告，人類文明已將100萬種植物和動物推向滅絕的邊緣，其中許多預計將在未來幾十年內消失。
每當植物生物多樣性下降時，其餘植物的生產力就會開始下降。因此，生物多樣性喪失會持續對全世界生態系統的生產力構成威脅，也影響到人類在食物供應、淡水、原材料和醫療保健的能力。
在2019年有份對總共28,000種植物物種進行評估的報告，其結論是其中有近一半正面臨滅絕的威脅。未能注意和欣賞植物被視為是種“植物白癡”，這是種令人擔憂的趨勢，因為會讓更多的植物面臨滅絕的威脅（而非動物滅絕）。由於地球上已有一半的可居住土地被用於農業，增加的農業活動把植物多樣性犧牲掉，這是一種植物滅絕危機背後的主要原因。

### 入侵物種
美國農業部對入侵物種的定義是非特定生態系統中的既有物種，其存在可能會損害所述系統中人類或動物的健康。
把外來物種引入，已給大片地區的環境帶來重大和永久性的變化。例子包括有把杉葉蕨藻引入地中海，將燕麥物種引入加利福尼亞草原，以及將女貞、葛根和千屈菜引入北美洲。外來的大鼠屬、貓和山羊把許多島嶼上的生物多樣性做了徹底的改變。此外，外來的動物與本地動物雜交，而導致本地種群遺傳發生變化，例如美洲野牛與家牛，狼與家犬之間的混種。

### 人類引入的入侵物種

#### 貓
全球的家貓和野貓因會破壞本土鳥類和其他動物物種而有惡名。對澳大利亞來說更是如此，當地有超過3分之2的哺乳動的物滅絕可歸咎於家貓和野貓，每年因此死亡的本土動物有15億之多。因為馴化的貓由飼養者餵食，即使當地獵物數量減少，它們仍能繼續捕獵，野貓則或許會因此而遷往別處。對於具有高度多樣化和密集分佈的蜥蜴、鳥類、蛇和老鼠的地方來說，這是個重要問題。戶外漫遊的貓會有把有害的狂犬病和弓形蟲傳播給當地的野生動物種群的可能。.

#### 緬甸蟒
另一個具有破壞性的入侵物種例子是緬甸蟒。這種大蟒原產自東南亞，卻在美國佛羅里達州南方的大沼澤地國家公園產生顯著的影響。因在1992年有洪水把當地蟒蛇繁殖場破壞，裡面的蛇類逃逸，加上某些寵物飼主將蟒蛇放回野外，這些蟒蛇的數量在接下來的幾年中在當地溫暖的氣候中繁殖。它們在大沼澤地的最南端所產生的影響甚為明顯。根據2012年所做的一項研究，與佛羅里達州本地物種種群自1997年以來的數量做比較，浣熊種群數目下降99.3%，負鼠種群數目下降98.9%，兔子/狐狸種群基本上已消失。

### 珊瑚礁死亡與消失

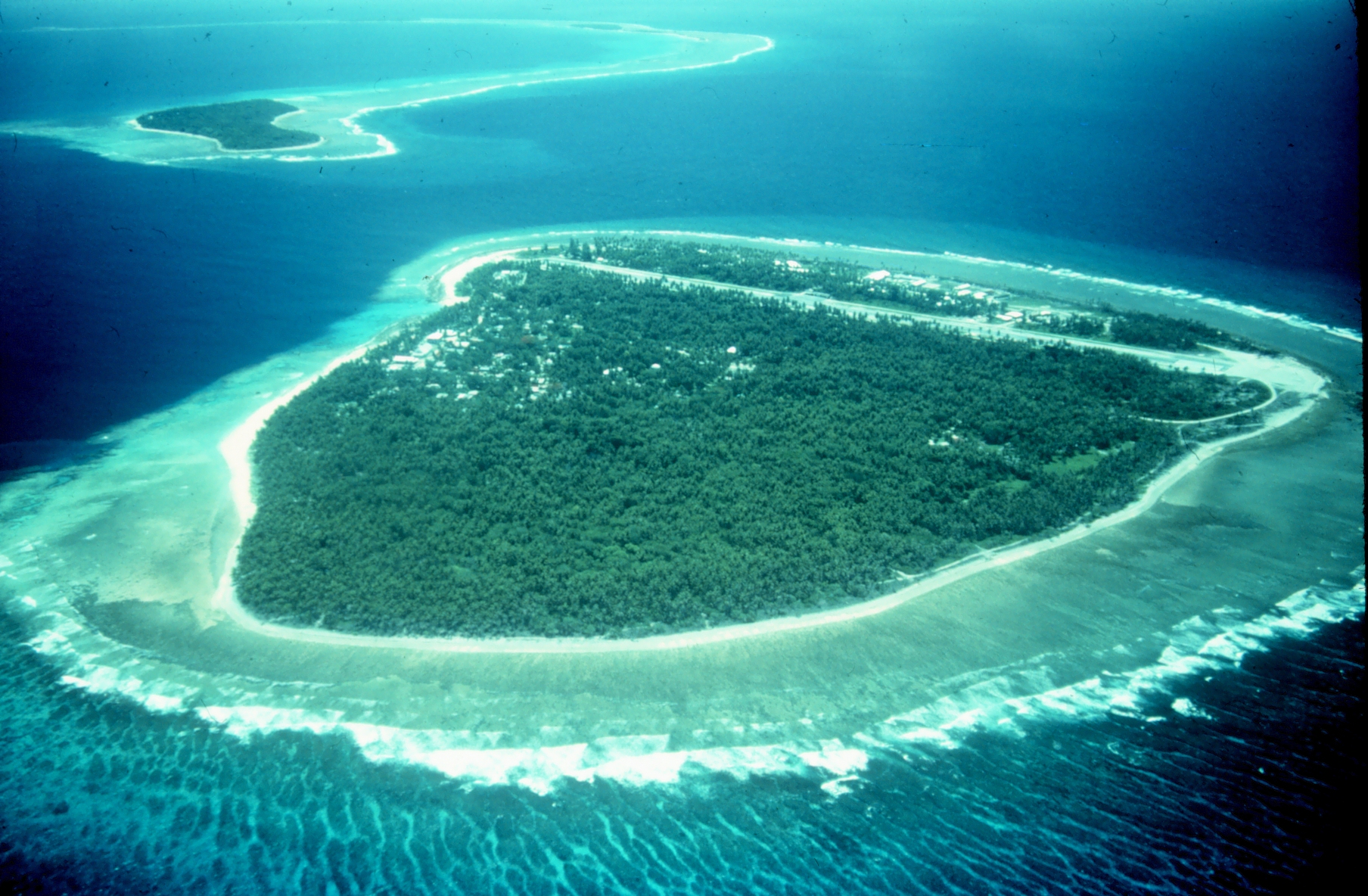
在密克羅尼西亞雅浦島，由裙礁環繞的島嶼。世界各處均有珊瑚礁死亡的案例。

本節摘自與珊瑚礁相關的環境問題。
人類活動對珊瑚礁有重大影響。世界各地的珊瑚礁連續發生死亡案例。破壞性活動包括珊瑚開採、污染（有機和非有機物）、過度捕撈、爆破捕魚、挖掘運河以及進入島嶼和海灣的人類活動。其他威脅包括疾病、破壞性捕魚行為和海洋變暖。海洋作為二氧化碳碳匯的作用、大氣變化、紫外線、海洋酸化、病毒、沙塵暴攜帶介質對遙遠珊瑚礁產生的影響、污染物、藻類大量繁殖等等都是影響珊瑚礁的一些因素。而且對於珊瑚礁的威脅並非僅限於沿海地區。氣候變化，例如全球變暖導致珊瑚白化，對珊瑚而言可能均會致命。
科學家估計在接下來的20年裡，大約有70%到90%的珊瑚礁將會消失。主要原因是海水變暖、海洋酸化和污染。一項在2008年所做的全球研究估計，現有珊瑚礁的19%已經消失。目前世界上只有46%的珊瑚礁可被視為健康狀況良好，而世界上大約60%的珊瑚礁可能由於與人類相關的破壞性活動而處於危險之中。在東南亞，珊瑚礁健康受到的威脅尤為嚴重，那裡有80%的珊瑚礁處於瀕危狀態。到2030年代，預計90%的珊瑚礁將面臨人類活動和氣候變化的威脅；到2050年，預計所有珊瑚礁都會受到威脅。

### 水污染
生活污水、工業污水和農業產生的污水均可透過污水處理廠處理，之後再排放回水生生態系統中。經處理過的污水仍會含有不同的化學和生物污染物，這些污染物可能會影響到周圍的生態系統。
水污染（也稱水生污染（aquatic pollution））是對水體造成的污染，通常是由人類活動造成的負面影響。: 6 所稱的水體包括湖泊、河流、海洋、含水層、水庫以及地下水。當污染物進入這些水體時，就造成污染。水污染的四大來源是：生活污水排放、工業活動、農業活動和包括雨水在內的城市徑流。 又分為地表水污染（淡水污染或海洋污染）或是地下水污染。把未經充分處理的污水排放到天然水域會導致這些水生生態系統的退化。水污染還會導致人們經過飲用、洗澡、洗滌或是灌溉，而增加罹患水媒傳染病的機會。水污染把水體提供生態系統服務（如飲用水）的能力降低。。
水污染的來源可分為點源污染和非點源污染。點源污染有一個可辨識的原因，例如由雨水排水渠、污水處理廠或是油外洩所造成。非點源污染則是分散式的，例如農業活動所產生的徑流。污染是效應累積後的結果。污染的形式包含有毒物質（例如油、金屬、塑膠、農藥、持久性有機污染物和工業廢料）、情況改變（例如pH值變動、缺氧、氣溫升高、濁度超限、令人不快的味道或氣味以及鹽度提升）或是病原體。污染物包括有機和無機物質。熱能也能成為污染源，稱為熱污染。發生熱污染的一個常見原因是發電廠和工業製造設施採用水作為冷卻劑的結果。

## 對氣候的影響

### 氣候變化（或稱全球暖化）

導致最近氣候變化的原因中的要項以及其對地球暖化及氣候變動的影響。 有些影響會造成氣候變化反饋，把氣候變動更為強化。

當代全球暖化是大氣中溫室氣體濃度增加的結果，主要是由燃燒化石燃料（煤、石油和天然氣）、森林砍伐、土地利用變化和水泥生產過程所引起。全球碳循環之能夠有此巨大變化，是因為人類開發以及利用先進的技術，如化石燃料勘探、開採、分配、精煉，然後經由發電廠和汽車引擎的燃燒，再加上先進農業做法所造成。畜牧業會產生溫室氣體，以及破壞熱帶雨林的碳匯功能而加劇地球暖化。根據2006年FAO的報告，在大氣中的溫室氣體中，有18%是由畜牧業所產生。飼養牲畜和開闢飼養它們所需的土地已經把數以百萬英畝計的熱帶雨林破壞，並且伴隨全球對肉類需求的增加，對土地的需求更為增加。自1970年以來全球被砍伐的所有雨林土地中，有91%是用於飼養牲畜。大氣中二氧化碳濃度增加所引起的潛在負面影響包括有全球氣溫上升、水文地質循環改變導致更頻繁和更嚴重的乾旱、風暴和洪水，以及海平面上升和生態系統破壞。

### 酸雨

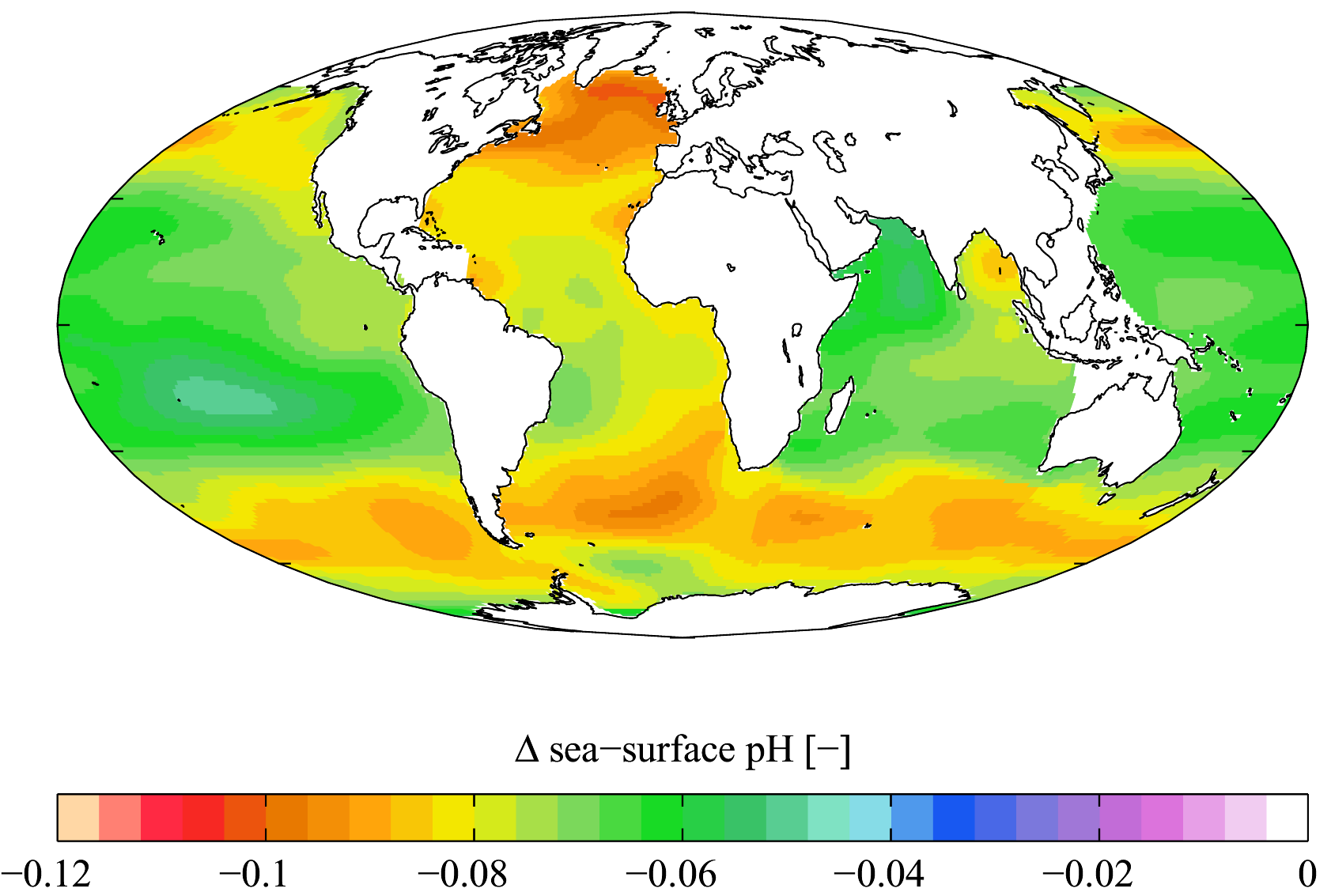
透過全球海洋資料分析計畫（GLODAP）和世界海洋輿圖，顯示在1700年代及1900年代間，由於人為影響產生的二氧化碳，讓不同部分的海洋呈現的pH值。

人類燃燒化石燃料以取得能量，結果是因此產生的化合物會以酸雨的形式回歸大地。酸雨含有高濃度的硫酸和硝酸，也會以霧或雪的形式出現。酸雨對溪流、湖泊、濕地和其他水生環境產生許多生態影響。它會破壞森林，奪走土壤中重要的養分，由於會把鋁釋放到土壤中，讓樹木根部難以吸收水分。
研究人員發現海帶、大葉草等水生植物可有效吸收二氧化碳，從而降低海洋酸度。因此科學家們表示廣泛種植這些植物可把海水酸化的不利影響有效降低。

### 臭氧層破洞
臭氧消耗（又稱臭氧層破洞）現象包含自1970年代後期以來所觀察到的兩個相關事件：地球大氣層中臭氧總量持續每年穩定下降約4%，以及地球極地上空周圍平流層中的臭氧（臭氧層）在春季會大幅下降。後一種現像被稱為臭氧層破洞。除春季極地上空平流層的臭氧下降外，也發生對流層臭氧消耗現象。
造成這種臭氧消耗和臭氧破洞的主要原因是人造化學品，特別是鹵碳化合物（用作冷煤）、溶劑、推進劑和發泡劑（包含CFCs及HCFCs）及鹵代烷烴），這些都是消耗臭氧物質 (ODS)。這些化合物從地表氣化後會與亂流混合，而進入平流層，混合速度比分子沉降的速度快得多。
一旦進入平流層，它們會受到光分解作用，從鹵素中釋放出原子，而催化臭氧 ((O3)，將之分解成氧氣 (O2)。 
隨著鹵碳化合物排放量增加，這兩種臭氧消耗現象隨之增加。
臭氧消耗和臭氧破洞引起全世界對癌症風險增加和其他負面影響的關注。臭氧層可防止紫外線 (UVB) 中有害的波長穿過大氣層而導致人類罹患皮膚癌、曬傷、失明和白內障的風險，由於臭氧層變薄，前述的風險以及對植物和動物的傷害也會加劇。這些擔憂促成《蒙特利爾議定書》在1987年簽訂，禁止如氯氟烴、鹵代烷烴和其他會消耗臭氧的化學品的生產。
蒙特利爾議定書於1989年生效。地球的臭氧水準在1990年代中期開始穩定，而南半球的高速氣流向南極的轉移已經停止，甚至已開始逆轉，臭氧層在2000年代開始復原。預計在21世紀中會繼續，而到2075年左右會達到1980年之前的水準。美國國家航空暨太空總署（NASA）
在2019年報告說，當年的臭氧破洞規模是自1982年首次發現以來最小的。
《蒙特利爾議定書》被認為是有史以來成果最優良的國際環境協定。

### 破壞氮循環
特別需要關注的是N2O，它在大氣中的平均壽命為114-120年，這種溫室氣體的效力是二氧化碳的300倍。工業生產過程、汽車內燃機運作和農業施肥所產生的Nx和由土壤排放（硝化作用的額外副產品） and livestock operations are transported to downwind ecosystems, influencing N cycling and nutrient losses. Six major effects of NOx和飼養牲畜產生的NH3，進入生態系統後就會影響氮循環和造成養分損失。已確定NOx和NH3的排放具有下列六種主要影響：
1. 氨氣溶膠（懸浮微粒 （簡稱PM）導致大氣能見度下降
2. 臭氧濃度升高
3. 臭氧和PM影響人體健康（例如呼吸系統疾病、癌症）
4. 輻射強迫和全球暖化加劇
5. 臭氧沉降導致農業生產力下降
6. 生態系統酸化[161]和富營養化。

## 技術產生的影響
應用技術往往會導致無法避免，以及意想不到的環境影響，根據I=PAT公式，以產生每單位的國內生產總額（GDP）所需的資源或是產生的污染來衡量。應用科技，基於幾種原因而對環境產生影響通常被認為是不可避免。首先是許多技術的目的是出於人類的感知利益而對大自然進行開發、控制或是“改進”，而自然界已經歷過無數次過程而達到優化，並會透過進化功能而不斷自行調整，任何技術的使用對這些自然過程的干擾可能會導致負面的環境後果。.其次是質量守恆定律和熱力學第一定律（即能量守恆定律）指出只要物質或能量被技術移動或是操縱，不可避免的就會產生環境的後果。第三，根據熱力學第二定律，只有通過增加系統外（即環境）的無序（或稱熵），才能增加系統內（如人類經濟）的秩序。因此，技術可在人類經濟中創造“秩序”（即在建築物、工廠、交通網絡、通信系統等方面表現出來的”秩序”），其代價是增加環境的“無序”。根據幾項研究，熵的增加可能與負面環境影響有關聯。

## 採礦業

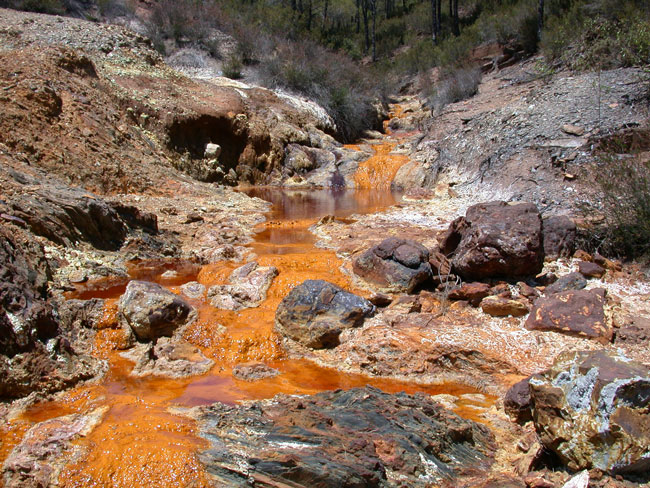
在廷托河中流淌的酸性礦山廢水 。

採礦對環境的影響包括侵蝕作用（水土流失）、地陷形成、生物多樣性喪失以及採礦過程中化學物質對土壤、地下水和地表水的污染。在某些情況下，也包括在礦山附近進行額外的森林砍伐，以增加空間，用於儲存作業所產生的岩屑和土壤。
雖然植物需要一些重金屬以利生長，但過量通常對它們具有毒性。受重金屬污染的植物通常在生長、產量和機能上有降低的現象。重金屬污染會降低土壤有機質組成，導致土壤內養分下降，進而導致植物生長遲緩，甚至是死亡。
化學品洩漏造成的污染除會破壞環境外，也會影響當地居民的健康。一些國家的礦業公司必須遵守環境和復原的法規，確保礦區恢復到接近其原始狀態。一些採礦方法可能會對環境和公共衛生產生重大影響。重金屬通常對土壤生物具有毒性，通過微生物過程的影響，而降低土壤中微生物的數量和活性。低濃度的重金屬也有不小的機會對植物的生理代謝產生抑制作用。 

## 能源產業
能量採集和能源消耗對環境的影響有多種形式。各種可再生能源商業化趨勢在最近幾年越來越明顯。

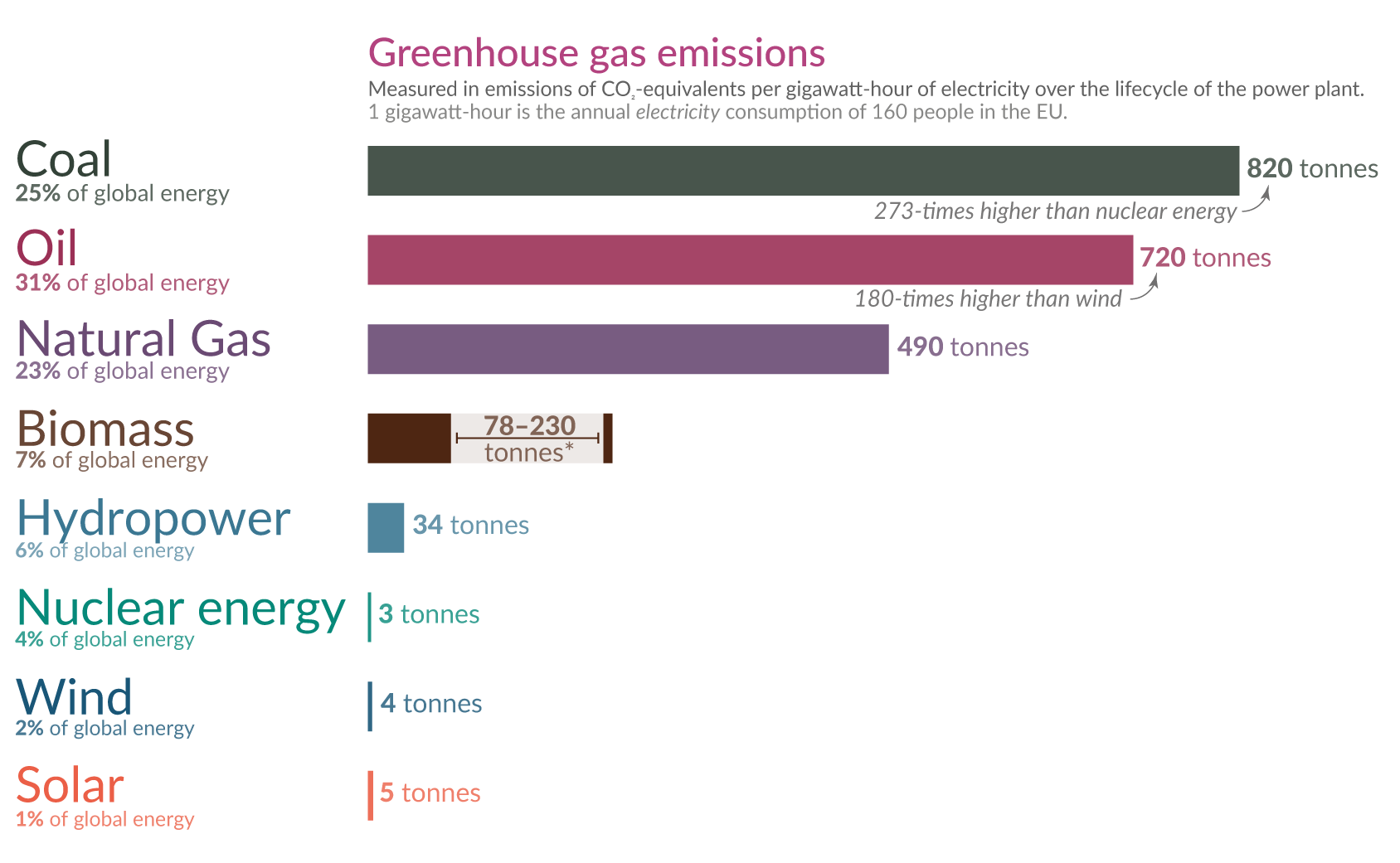
不同能源的溫室氣體排放量。

在現實世界中，耗用化石燃料是導致全球暖化和氣候變化的原因。但世界許多地方並未因此而發生改變。如果哈伯特峰值理論是正確的話，世界就會逐漸有更多探索，並開發出對環境更為友好的替代能源。
快速發展的技術可透過系統生態學和工業生態學以實現在能源生產、水和廢棄物管理以及食品生產方面，朝更好的環境和能源使用轉變。

### 生質柴油
生質柴油對環境的影響包括能源使用、溫室氣體排放和一些其他的污染。美國農業部和美國能源部聯合進行的生命週期分析發現，用100%的生質柴油取代公共汽車中的柴油可將石油的生命週期消耗量減少95%。生質柴油與柴油相比，可減少78.45%的二氧化碳淨排放。在城市公共汽車中，生質柴油與使用柴油相關的生命週期排放量相比，可減少：32%的懸浮顆粒排放量、35%的一氧化碳排放量和8%的硫氧化物排放量。
但使用生質柴油，碳氫化合物的生命週期排放量會增加35%，各種氮氧化物 (NOx) 的排放量增加13.5%。美國阿貢國家實驗室的生命週期分析顯示，生質柴油可減少化石能源的使用並減少溫室氣體排放。與石油柴油相比，由各種植物油（例如芥花油或大豆油）製造的生質柴油在環境中也較易被生物降解。

### 煤炭開採和燃燒

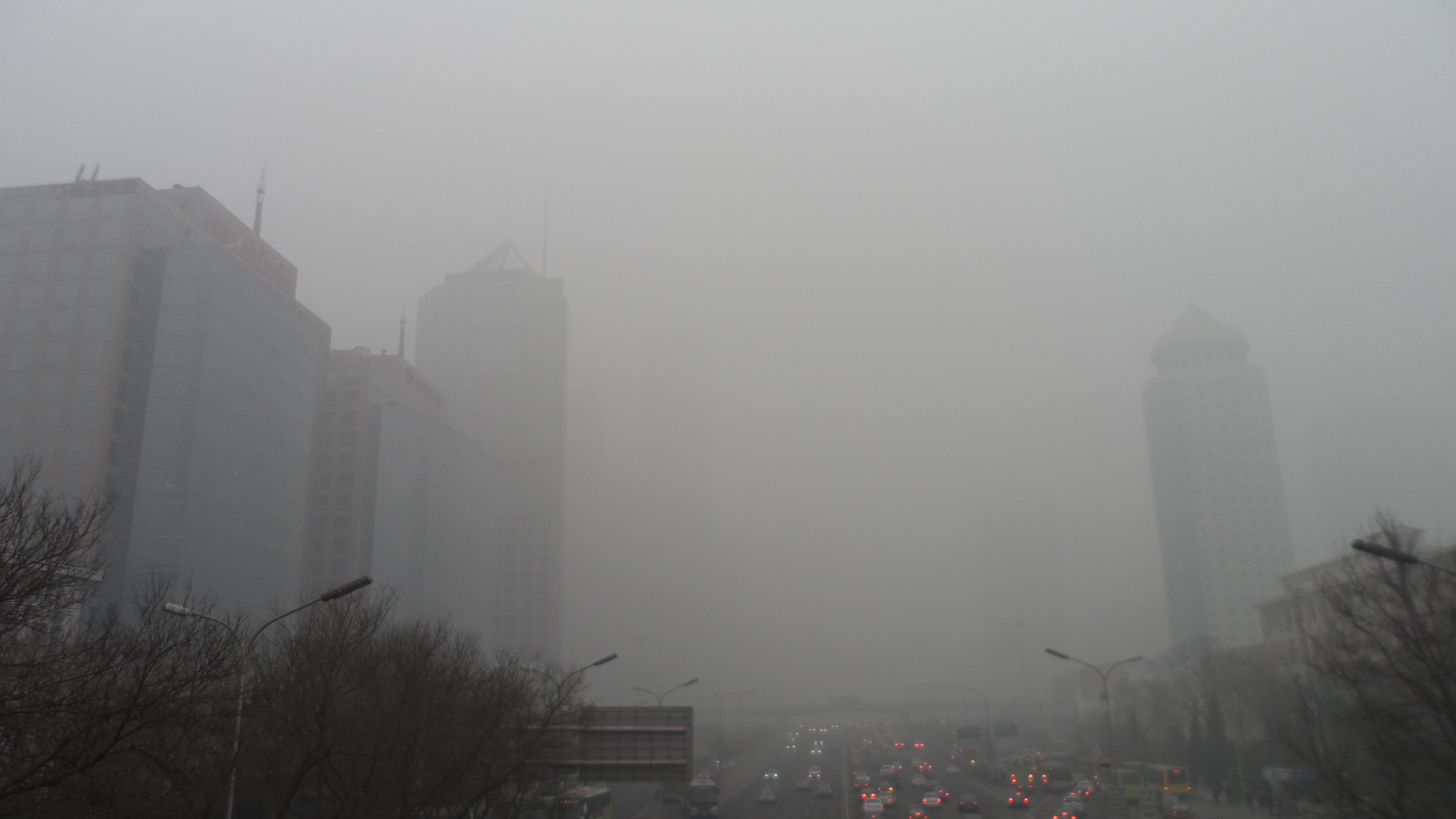
中國北京市的霧霾。

煤炭開採和燃燒對環境的影響有多種形式。

### 發電
本節摘自發電對環境的影響。
電力系統由利用不同能源的發電廠、輸電網絡和配電線路組成。這些組成中的任一種都會在其開發和使用的階段中產生環境影響，包括在其建造、發電以及退役和拆解的過程中。這些影響可分為營運影響（燃料採購，以及對全球大氣和當地的污染）和施工影響（製造、安裝、退役和拆解）。
美國環境保護局明確指出，所有形式的發電都會對環境產生某種形式的影響。歐洲環境署也持同樣的觀點。這篇發電對環境的影響按不同能源討論，也討論用水、排放、當地污染和野生動物被迫遷移等影響。

### 核能發電

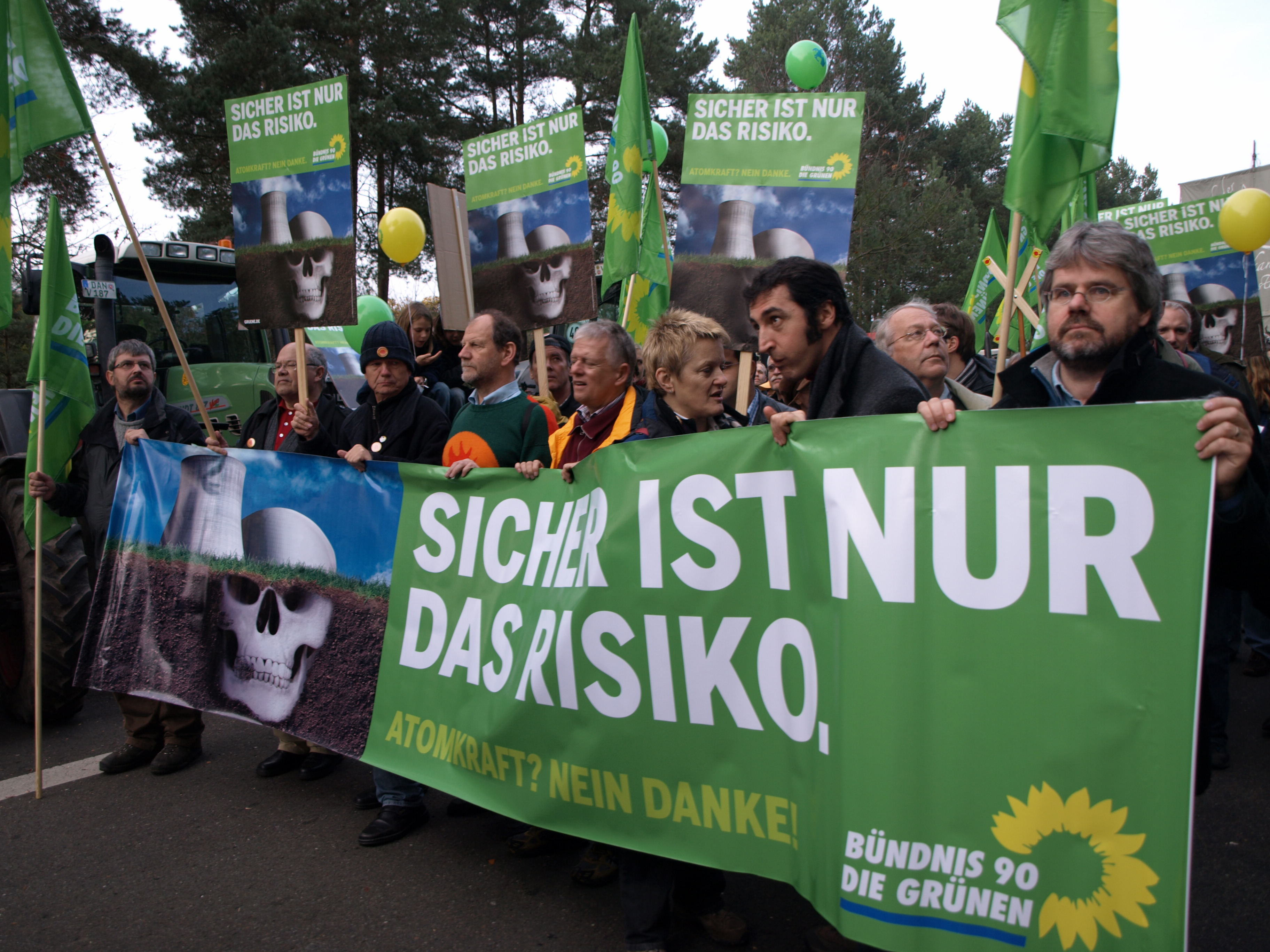
在德國下薩克森州戈萊本，反對在當地設置深地質處置以儲存核廢料的示威活動。

核動力對環境的影響在核燃料循環的過程，包括採礦、加工、運輸和儲存燃料本身以及儲存放射性廢棄物均會發生。其釋放的放射性同位素會透過各種途經進入生物體，而對人類、動物和植物的健康構成威脅。
輻射是種致癌物質，會對生物體和系統造成許多影響。諸如車諾比核事故、福島第一核電站事故和三哩島核洩露事故等對環境的影響會無限期地持續下去。粒子的放射性衰變率變化很大，取決於特定同位素的特性。放射性鈽-244的半衰期為8,080萬年，但鈽-244在核燃料循環中產量很少，如果使用半衰期較短的材料，則會產生較少的危險性輻射。

### 頁岩油產業

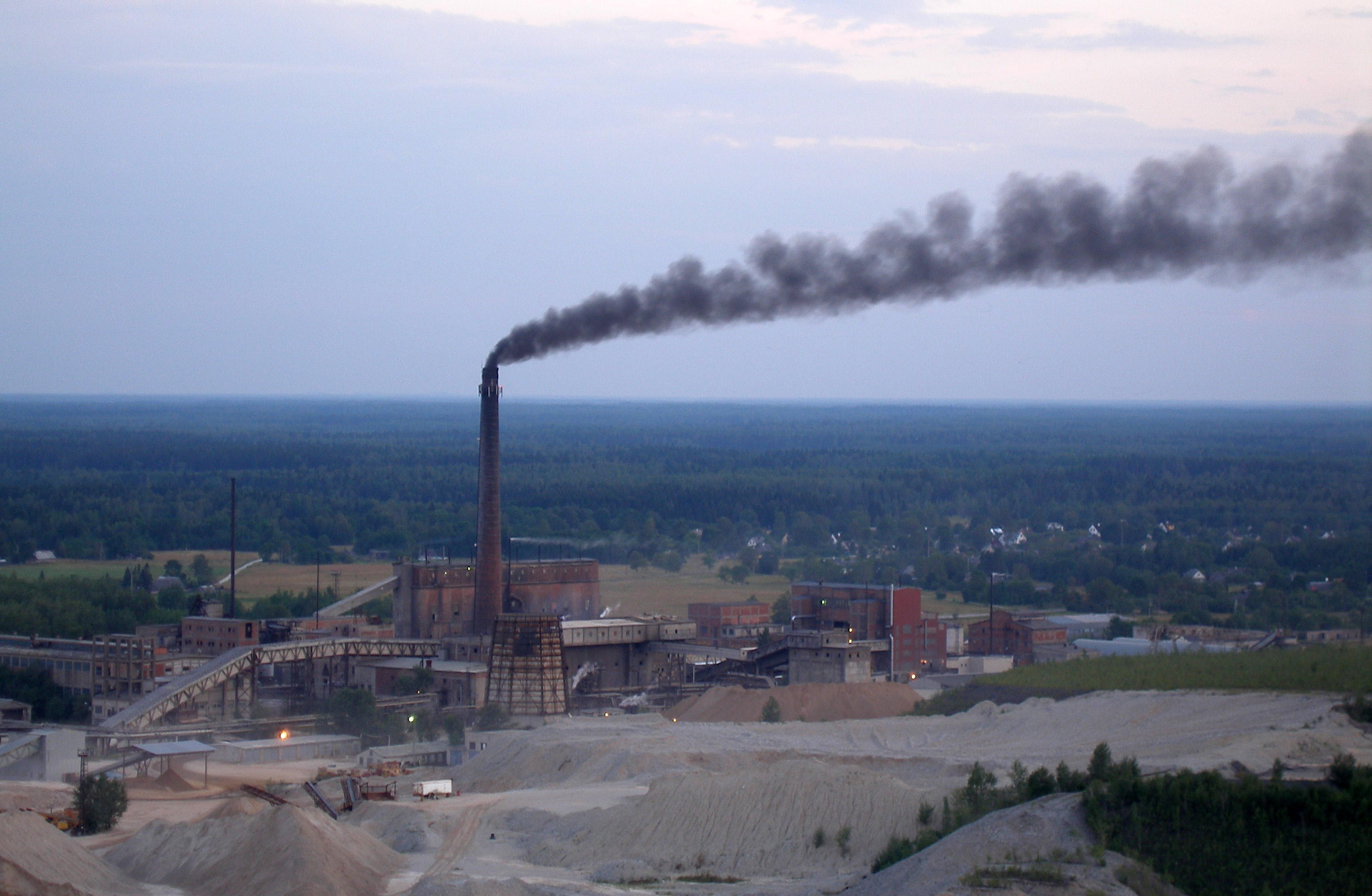
位於愛沙尼亞東維魯縣的頁岩油提煉廠（Kiviõli Oil Shale Processing & Chemicals Plant）。

頁岩油產業對環境的影響包括在開採和加工過程中所造成的土地利用、廢棄物管理、水和空氣污染等問題。如果採用露天開採就會產生露天開採的常見環境影響，在把油頁岩加熱和萃取石油的過程中會產生廢料，和有害的氣體排放，包括二氧化碳。利用熱水水力壓裂方式直接在地底採集油氣，加上碳捕集與封存技術可減少其中一些問題，但又會引發其他問題，例如地下水污染。

### 石油
因為石油對於幾乎所有的生命形式皆有毒性，所以對環境的影響通常就是負面的。Petroleum是石油或天然氣的通用字，與當今社會幾乎任一方面都密切相關，尤其是在運輸和家庭取暖方面。

### 水庫

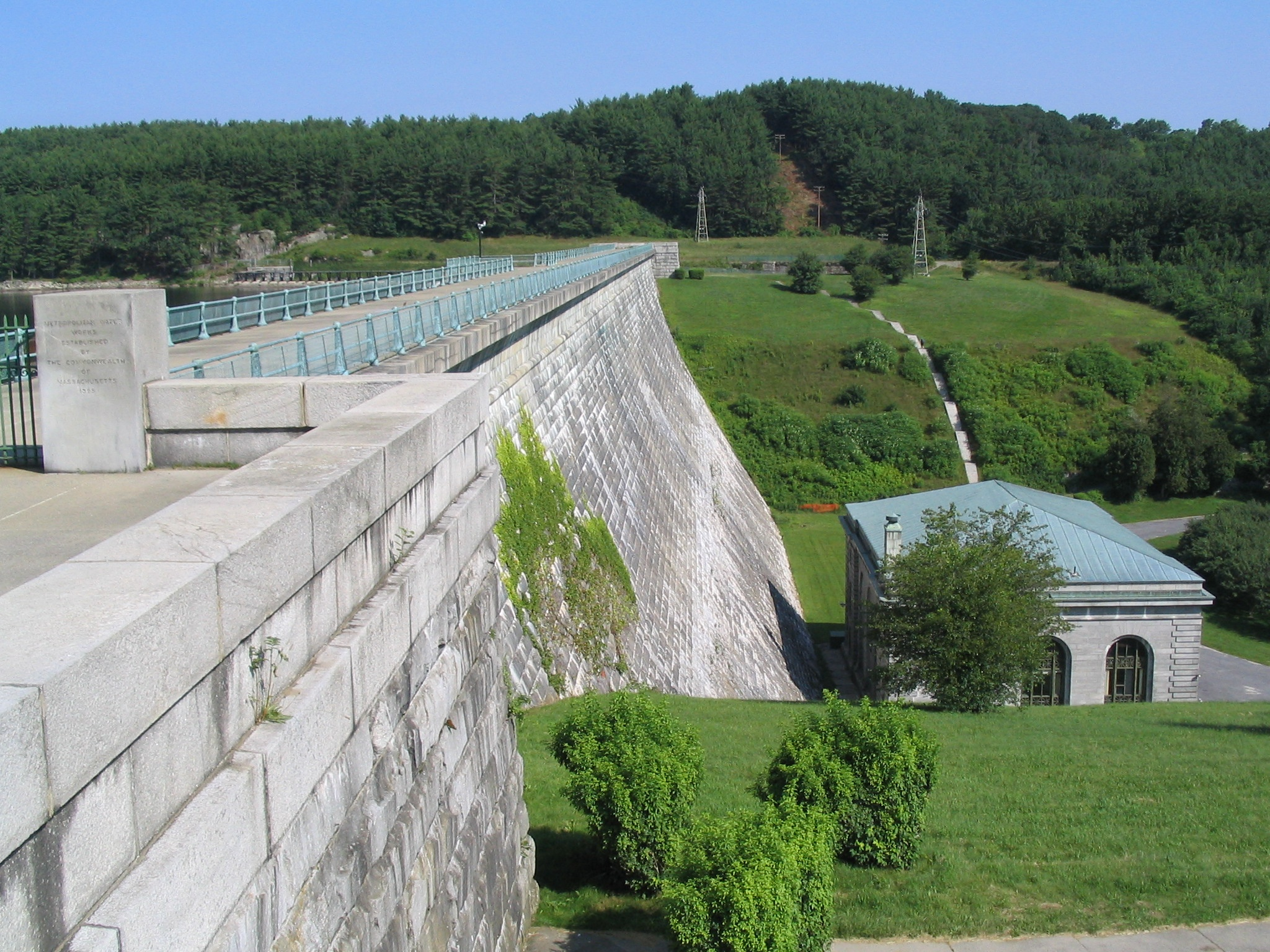
在美國美國馬薩諸塞州烏斯特縣的烏斯特水壩 。

隨著世界對水和能源的需求增加，以及水庫數量和規模的增加，水庫對環境的影響也受到越來越多的審視。
水壩和水庫有供應飲用水、發電、增加灌溉水量、提供休閒娛樂機會和防洪的功能。但許多水庫在建設期間和完工之後，也會存有不利的環境和社會影響。不同水壩和水庫之間所產生的影響有甚大的差異，常見的批評包括有阻止魚類回溯到河流上游的原始交配地、下游的水量減少以及當地漁業的捕撈量降低。目前已有技術可為大壩的許多負面影響提供解決方案，但由於投資成本高，如果沒法律強制規定的話，不見得會遭到採用。自1960年代以來，或發生得更早，就有水庫對環境和周圍人口最終是有益或是有害的看法，爭議一直存在。在1960年開始興建的林·希林水庫，因把當地有歷史意義的卡佩·希林淹沒的舉動，引發政治騷動，直到今天尚未停歇。近年來中國的三峽大壩，以及在亞洲、非洲和拉丁美洲的類似項目，都引發相當大的環境和政治辯論。目前全世界有48%的河流及其生態水文系統受到水庫和水壩的影響。

### 風力發電

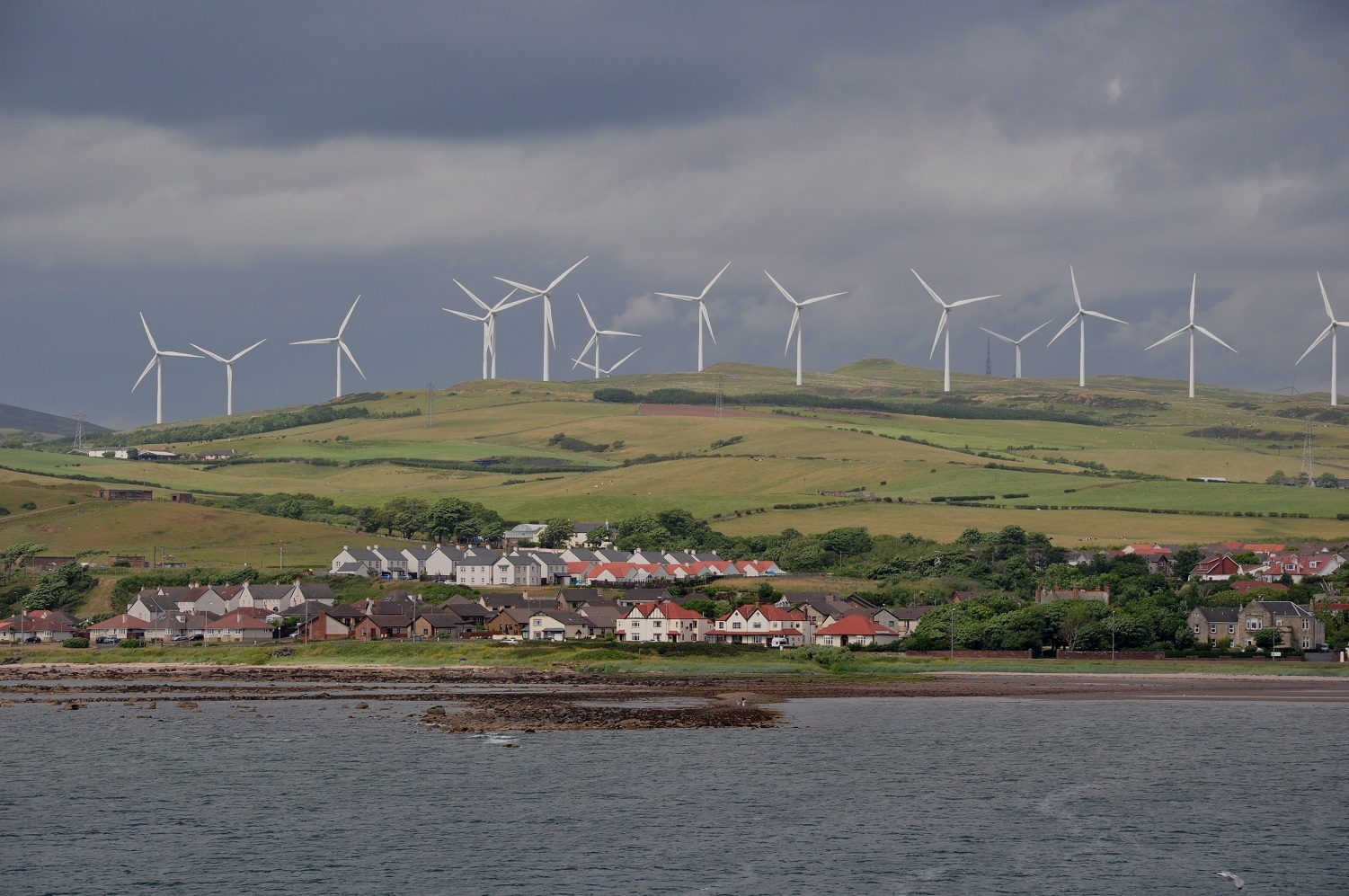
位於蘇格蘭西南部安卓生的風力發動機。

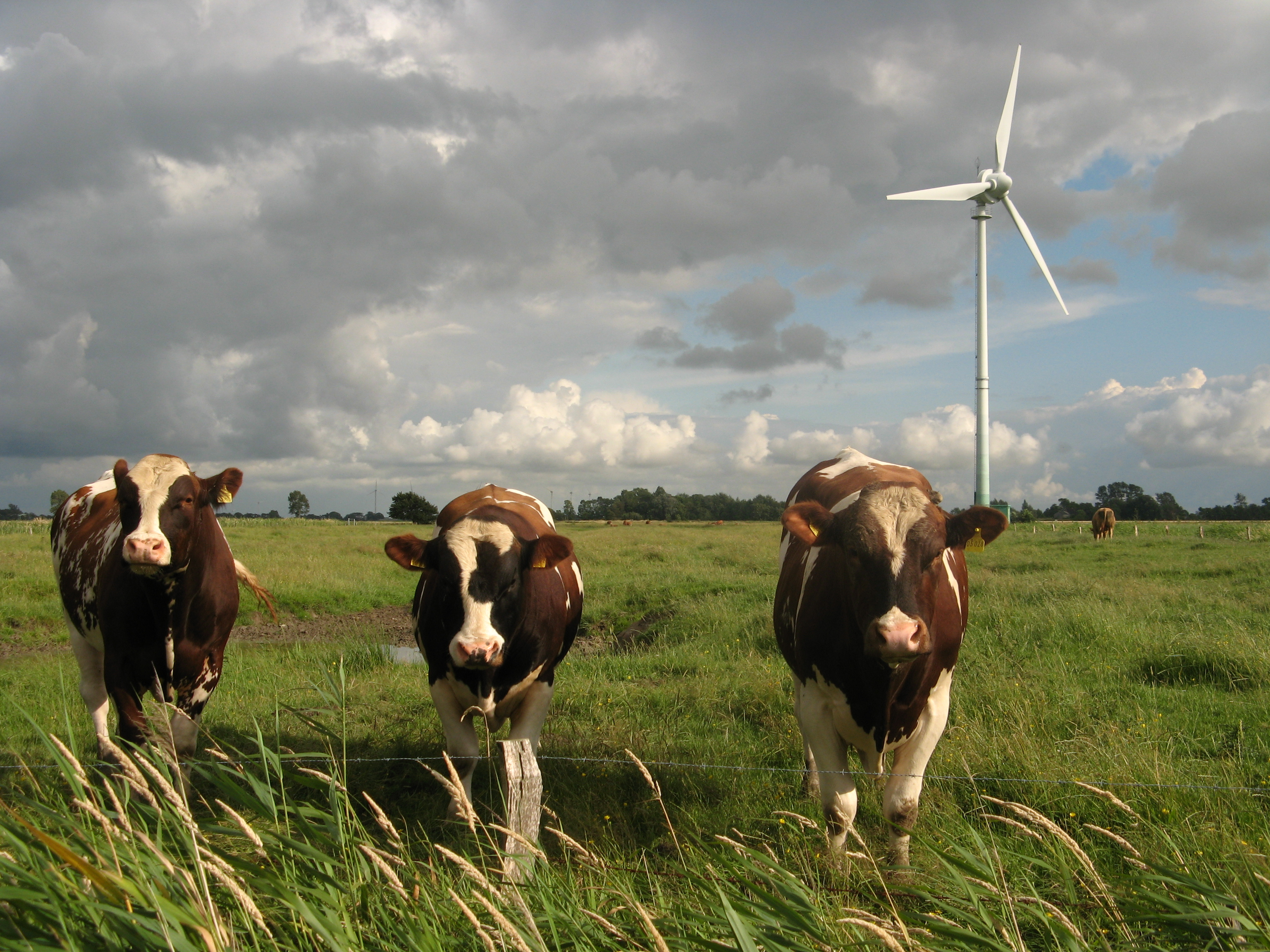
在一座風力發動機旁放牧的牛隻。

本節摘自風力發電對環境的影響。
利用風力發電與燃燒化石燃料發電相比，對環境的影響較小。生產平均單位電力所排放的溫室氣體遠少於其他發電的方式，因此風能有助於減緩氣候變化。
陸上風力發電場會對景觀產生重大影響，因為風力發電場與其他形式的發電相較，通常需要更廣大的土地，而設立的地點通常是在野外和農村地區，會造成「農村工業化 」的現象。在尤其是風景優美和文化上重要的景觀中，衝突必然發生。因此會在選址上有所限制（例如透過退縮(土地利用)來降低影響的程度。 風力發動機和通路之間的土地仍可用於耕作和放牧。）
風力發電場對於野生動物的最大影響是造成棲息地喪失和破碎化，但影響相對較小，如果實施適當的監測和緩解策略，也可將此種影響降低。風力發動機與許多其他人類活動和建築物一樣，會增加鳥類和蝙蝠等的死亡率。 
風力發動機也會產生噪音，在距離300米（980英尺）住宅區的噪音約為45分貝；然而當距離達到1.5公里（1英里）時，就聽不到發動機的聲音。海上風力發電場會產生水下噪音。

## 製造業

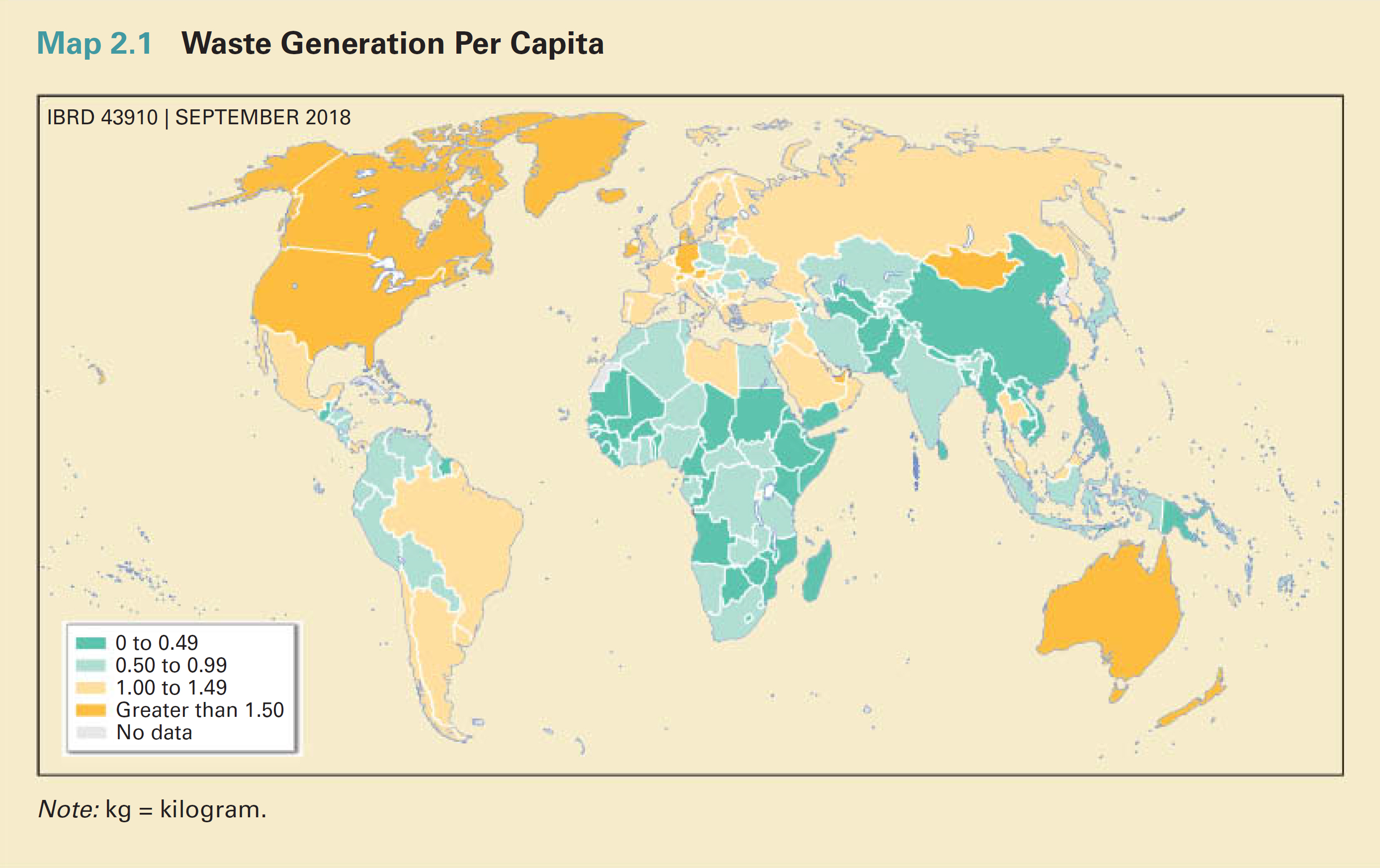
世界各地每日人均垃圾產生數量（公斤）。

### 清潔劑
清潔劑對環境的影響有多種。近年來人們已採取措施以減少這類影響。

### 奈米技術
納米技術對環境的影響可分兩方面：奈米技術的創新有改善環境的潛力，以及奈米技術材料釋放到環境中可能會造成的新型污染。由於奈米技術是個新興領域，關於奈米材料用在工業和商業上會產生何種程度的影響，尚存有很大的爭議。

### 油漆
油漆對環境的影響有多種。傳統的油漆材料和工藝會對環境有害，包括其中所含有的鉛和其他添加劑。有措施可減少其對環境的影響，包括準確估計油漆用量以將浪費降至最低，使用對環境傷害較少的油漆、塗料、配件和技術。美國環境保護局所發表的指南和澳大利亞推行的綠星評級等是一些可應用的標準。

### 造紙
本節摘自造紙對環境的影響。

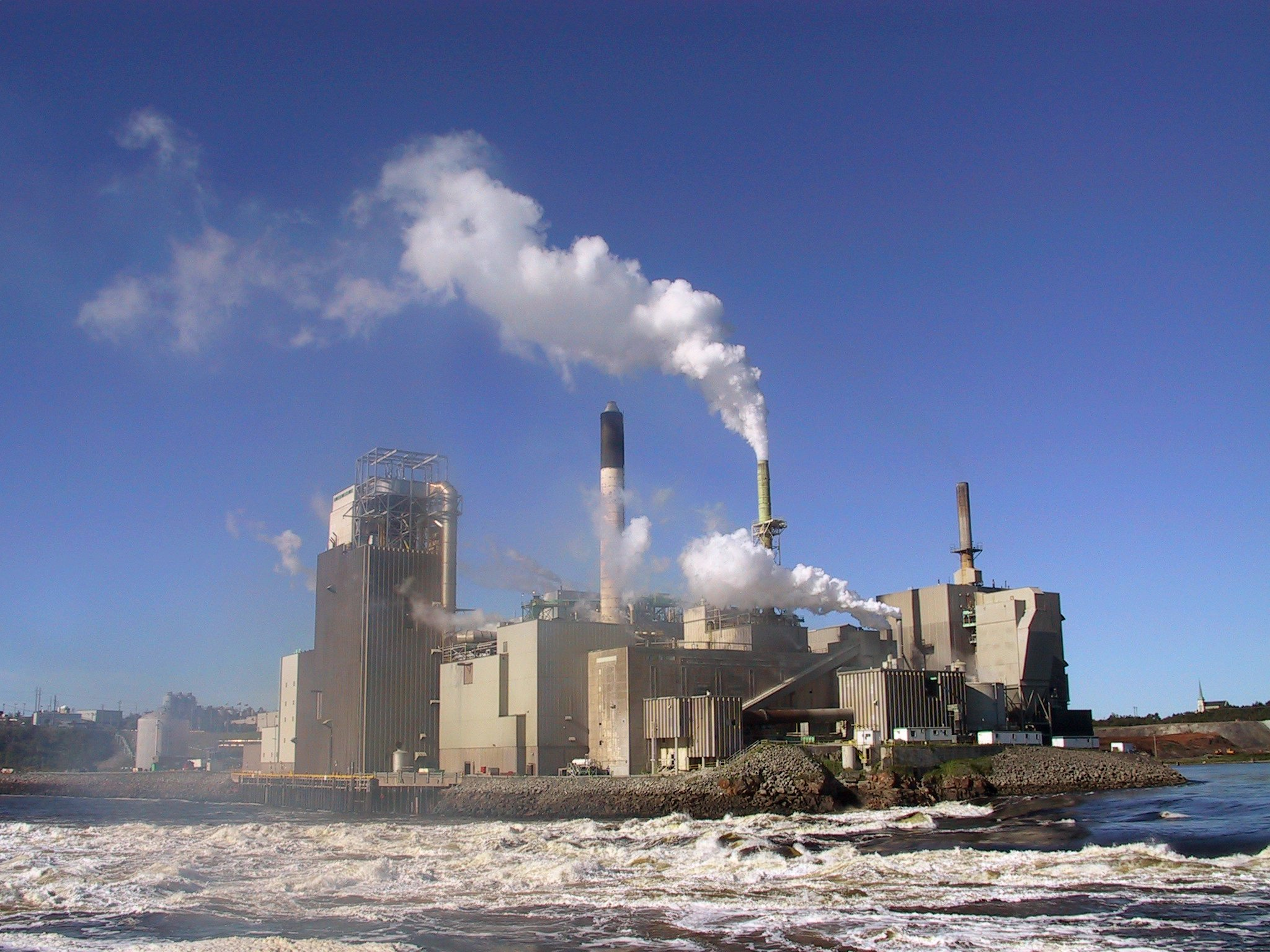
位於加拿大新布藍茲維省的一座紙漿廠，工廠所需的能源中有部分由燃燒木頭廢料而來。

造紙對環境的影響很顯著，而導致在商業和個人層面的行為變化。由於採用現代化的印刷機和機械伐木設備，一次性用紙成為一種相對便宜的商品，導致大量的消費和浪費。全球環境問題，如水和水污染、氣候變化、垃圾掩埋場溢滿為患和皆伐式的森林砍伐不斷發生，導致政府必須把監管加強。造紙業現在抱持一種可持續發展的趨勢，朝向把皆伐行為、用水、溫室氣體排放和化石燃料消耗都減少，並將其對當地供水和空氣污染的影響加以清理。
根據加一拿大公民組織Reach for unbleached Foundation的說法，“人們需要紙製品，而我們需要可持續的、對環境安全的生產方式。”
美國和加拿大均有互動式地圖，可顯示每個造紙工廠的污染排放指標。

### 塑膠

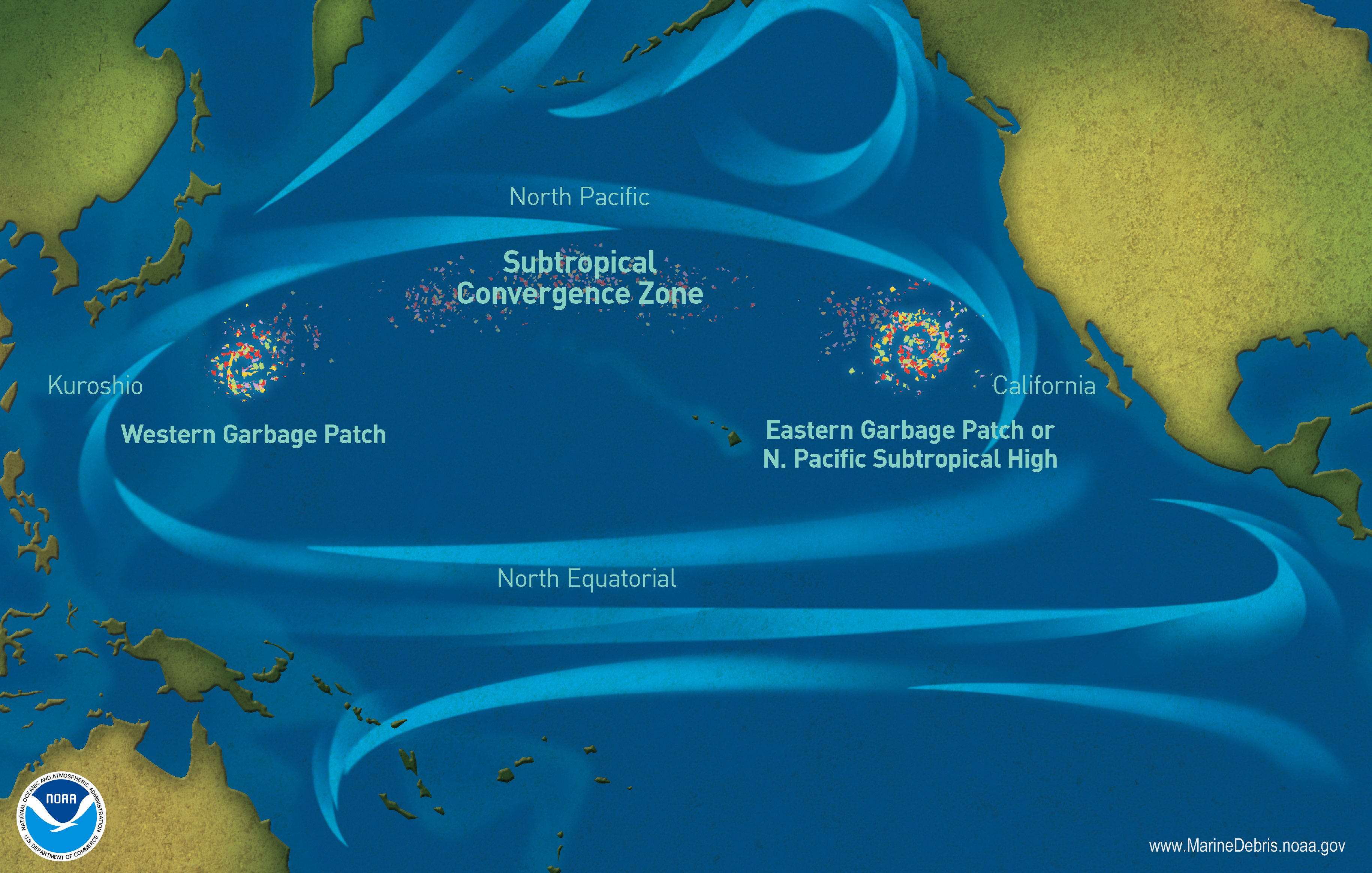
海上的太平洋垃圾帶分佈。

一些科學家認為到2050年，海洋中的塑膠可能比魚還多。一份發表在2020年12月《自然》雜誌上的研究報告說人造材料(或稱人為質量)已超過地球上所有的生物量，僅塑膠一項就超過所有陸地和海洋動物的質量。

### 農藥
農藥對環境的影響通常高於使用者的預期。經噴灑後，農藥中有超過98%和除草劑中有超過95%會溢散到目標以外的所在，包括非目標物種、水、水底沉積物和食物之中。當農藥從生產場所和儲罐中洩漏、從田間隨逕流釋出、被丟棄、空中噴灑以及噴灑到水中以殺死藻類時，就會對土地和水產生污染。
從預期應用區域溢散到別處的農藥量，受其含有特定化學品特性如與土壤結合的傾向、蒸汽壓、水溶性以及隨著時間變動的耐分解能力等的影響。土壤中的因素，例如其質地、保水能力以及其中所含有機物的數量，也會影響溢散到別處的農藥數量。一些農藥會導致全球暖化和臭氧層消耗。

### 藥物與個人護理用品
本節摘自藥物與個人護理用品對環境的影響。
最晚從1990年代起，就有人開始研究藥物與個人護理用品對環境的影響。 這類藥物與個人護理用品的簡稱為PPCPs，包含有個人為健康，或是化妝原因而使用的物質，以及農業企業用來促進牲畜生長或健康的產品。世界上每年生產的PPCPs超過兩千萬噸。歐盟已宣布這類可能會導致水污染和土壤污染的殘留為“需優先注意物質”。[3]
在世界各地的水體中均可檢測到PPCPs。目前需要進行更多的研究以評估其毒性、持久性和生物累積的風險，但目前的研究已顯示個人護理用品會影響到環境和其他物種（例如珊瑚礁和魚類。）PPCPs包含持久性污染環境藥物 (簡稱EPPPs)，這些是持久性有機污染物。它們無法在傳統的污水處理廠中去除，需要經過第四道處理階段才能達成目的，但很多污水處理廠都沒安裝這樣的設備。
在2022年對世界所做最全面的河流藥物污染研究發現，這種污染威脅到“超過4分之1受研究地點的環境和/或是人類健康”。這項研究調查針對104個國家中的258條河流，設有1,052個採樣點，受到污染影響的人達到4.7億。研究發現“污染最嚴重的地點發生在低收入和中等收入國家之內，同時與薄弱的廢水和廢物管理基礎設施，以及薄弱的製藥過程地區有關聯”，同時列出最常檢測出的藥物殘留項目。

## 交通運輸

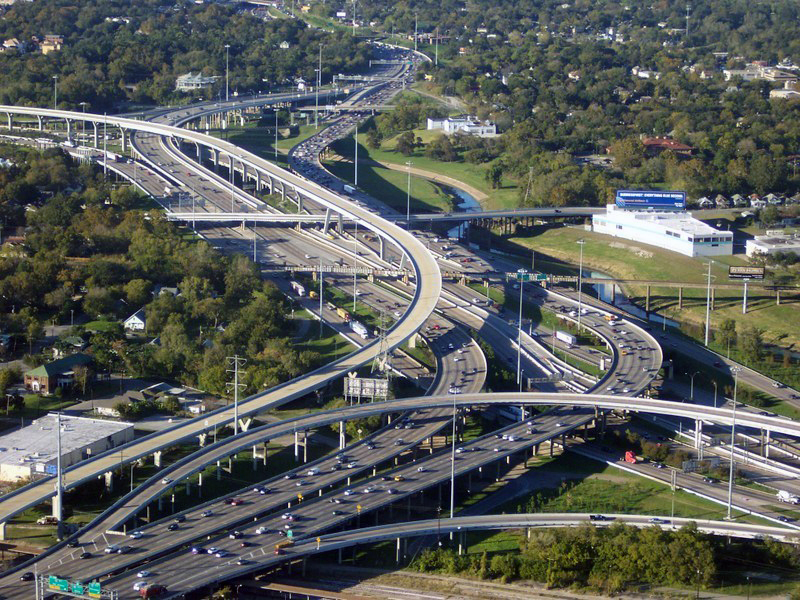
在美國休士頓10號州際公路和45號州際公路的交會處。

交通運輸對環境的影響十分巨大，因為它是能源的主要消耗者，耗用世界上大部分的石油。因此會造成如包括一氧化二氮和懸浮顆粒的排放，由於排放大量的二氧化碳造，這個區塊是導致全球暖化的主要罪魁禍首， for which transport is the fastest-growing emission sector.在排放方面，交通運輸是增長最快的區塊。再往下細分，公路交通運輸是全球最大的溫室氣體排放者。
已開發國家所頒布的環保法規已把每部車輛的排放降低；但這種優勢卻被車輛數目的增加和每輛車更頻繁的使用所抵消。人們已研究出可顯著減少車輛碳排放的途徑。不同模式之間的能源耗用和排放的差異很大，而導致環境保護主義者呼籲人們從航空和公路交通方式改用鐵路和人力運輸的方式，並把電氣化和能源效率提高。
交通運輸所產生的其他環境影響包括交通堵塞和因有汽車而產生的城市擴張，後者會把自然棲息地和農田吞噬。透過全球共同減少交通排放，預計將對空氣品質、酸雨、煙霧和氣候變化產生顯著的正面影響。
交通運輸的排放對健康的影響也值得關注。最近一項關於排放對妊娠婦女影響的研究顯示，接觸此類排放,與妊娠期間的身體不適及胎兒發育不良有關聯。

### 航空業
航空業對環境的影響是包括航空發動機發出的噪音、排放懸浮微粒和會導致氣候變化的氣體和全球黯化的結果
。雖然發動機的排放量有所減少，並且渦輪扇發動機和渦輪螺旋槳發動機的燃油效率更高，污染更小，但近年來航空旅行的數量快速增長，而造成總污染增加。歐盟航空業在1990年至2006年間產生的溫室氣體排放量增加87%。造成這種現象的其他因素包括越來越多的高頻率旅行者以及促使航空旅行變得司空見慣的社會因素，例如飛行常客計劃(frequent flyer programs)。 
關於可能會對航空旅行徵稅，以及把航空業納入排放權交易計劃的辯論正在進行中，以確保把航空的外部性總成本也列入考慮。

### 道路
道路對環境的影響包括公路（公共道路）所產生的噪聲污染、光害、水污染、棲息地破壞/干擾和當地空氣品質的影響；還有更為廣泛的影響，如車輛排放造成的氣候變化。道路、停車場等相關設施的設計、建設和管理，以及車輛的設計和監管，都會產生不同程度的影響。

### 航運業
航運業對環境的影響包括溫室氣體排放和油外洩。 航運業在2007年所產生的二氧化碳排放量估計佔全球總量的4%至5%，國際海事組織 (IMO) 估計，如果不採取行動的話，到2020年的排放量將增加72%。.航運業也可能會把入侵物種引入新的區域，通常是這些物種附著在船體上，隨船舶移動而後發生。
IMO船舶溫室氣體排放工作組第一次閉會期間會議(The First Intersessional Meeting of the IMO Working Group on Greenhouse Gas Emissions)於2008年6月23日至27日在挪威奧斯陸舉行。會議的任務是為將來的減排機制立下框架，交由後續會期繼續討論與制定。

## 軍事行動

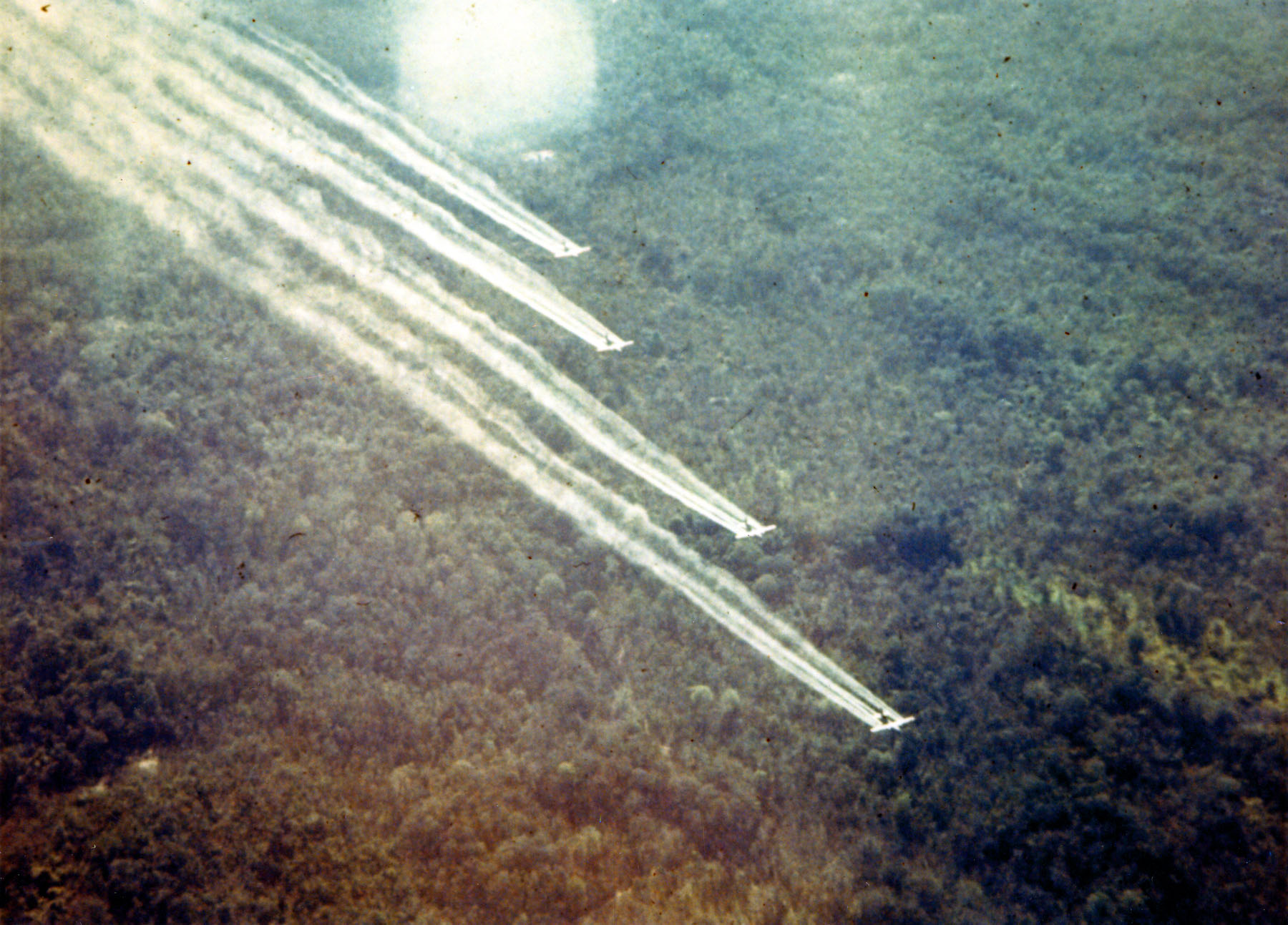
越南戰爭期間，美軍在牧場手行動中利用飛機噴灑橙劑（除草劑和落葉劑化學品）。

一般軍事花費和軍事行動對環境都會有顯著的影響。美國軍隊被認為是名列世界上最嚴重的污染製造者之列，曾讓全球39,000多個地點受到有害物質的污染。一些研究還發現較高的軍費開支與較高的碳排放量之間存在很強的正相關，而增加軍費開支對原來就是高量碳排放者的地球北方地區，其增加遠高於南方地區。軍事活動也會影響土地使用，而且會耗用極多的資源。
軍事行動並非只會對環境產生負面影響。也有有幾個軍方協助土地管理、保護和綠化地區的例子。此外，某些軍事技術已被證明對環保主義者和環境科學家甚有幫助。
戰爭除會造成人命和社會的損失之外，還對環境產生重大影響。戰時或戰後所採的焦土政策在歷史上屢見不鮮，隨著現代技術的發展，戰爭會對環境造成更巨大的破壞。戰區內的未爆炸彈藥會長期阻止人們進入以進行重建。

## 光害(光污染)

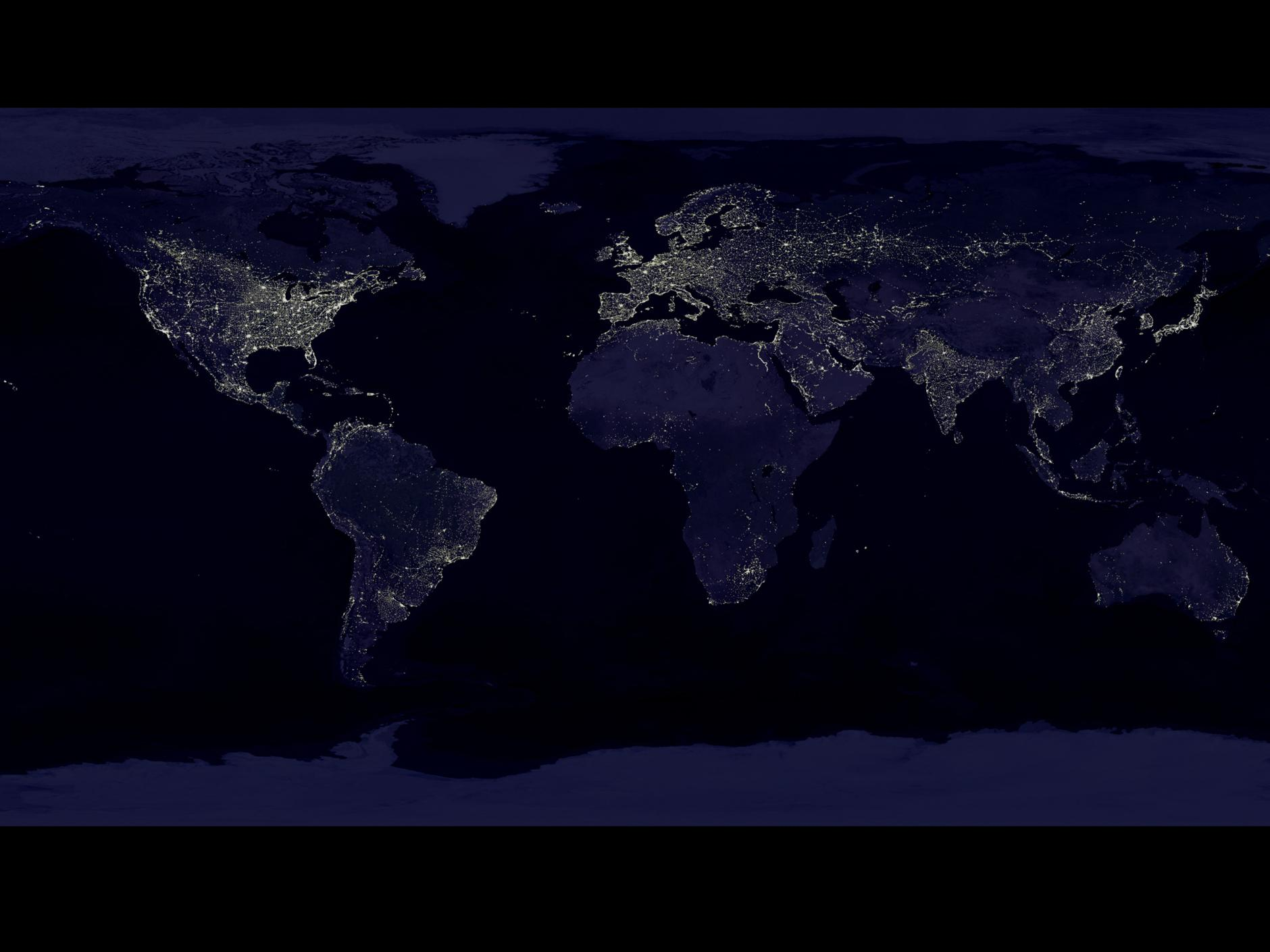
合成圖，顯示地球上夜間人造光的分佈。。

人類在夜間使用人造光，是對生物圈所做最明顯的物理改變之一，也是可從太空觀察到的最簡單的污染形式。人造光對環境的主要影響是由於光被用作信息源（而非能源）。在人造光下，依靠視覺捕食者的效率通常會提高，而把捕食者與獵物的相互作用改變。人造光還會影響生物擴散、定向、遷徙和激素的水準，讓它們的晝夜節律紊亂。

## 快時尚
隨著全球化的步伐加速，快時尚已成為許多資本主義社會中最成功的行業之一。快時尚是低成本、大規模的時尚服裝生產，然後以低廉的價格出售給消費者。這個行業的規模已達2兆英鎊。

### 對環境的影響
快時尚行業每年會產生4-50億噸的二氧化碳，相當於全球總排放量的8-10%。二氧化碳是導致全球暖化的重大原因之一。
這行業除會排放溫室氣體之外，還是讓海洋受微塑料污染的巨大來源(佔比達近35%) 。科學家估計目前地球海洋中已約有12-125兆噸的微塑料。這些顆粒被海洋生物攝取，包括後來被人類捕食的魚類。研究指出，在海洋中所發現的許多微細纖維可能來自服裝和其他紡織品，經由洗滌或是降解而產生。
紡織廢料對環境來說是個巨大的問題，每年約有21億噸未售出或是有缺陷的服裝遭到棄置。其中大部分被送往垃圾掩埋場，但多數用於製作衣服的材料為不可生物降解，這些廢料在分解後，會對土壤和水造成污染。
時裝業與大多數行業（如農業）相同，生產時需要用到大量的水。這種快速以及大量的生產，每年會用到79兆升的水。大量的水消耗會導致水資源枯竭和水資源短缺，對環境以及生態系統非常不利。不僅是海洋生物受到影響，人類的食物(例如農作物)來源也會受到影響。這個行業造成的水污染，約佔整個工業水污染中的5分之1。

## 社會與文化

### 科學界的警告
科學界有許多出版物對全人類提出警告，地球的可持續性受到的威脅(特別是對「環境可持續性 」)越來越大。 在1992年首度發表的世界科學家對人類的警告中，開頭就說：「人類與自然界間正朝正面對撞的方向前進」。這封警告信由全球約1,700名頂尖科學家(包括大多數諾貝爾獎得主)共同簽署。信中提到大氣、海洋、生態系統和土壤生產力等已遭到嚴重破壞。內容說，如果人類想要防止破壞，就需要採取措施：更好地利用資源、放棄化石燃料、穩定人口和消除貧困等等。2017年和2019年，來自150多個國家/地區的數千名科學家再度簽署警告信，再次呼籲減少過度消費（包括少吃肉）、減少化石燃料和其他資源的使用等。

## 進一步閱讀
- Diamond, Jared. Collapse: How Societies Choose to Fail or Succeed, Penguin Books, 2005 and 2011 (ISBN 9780241958681).
- Goudie, Andrew. . Wiley-Blackwell. 2006. ISBN 9781405127042.
- Ivanova, Diana; Stadler, Konstantin; Steen-Olsen, Kjartan; Wood, Richard; Vita, Gibran; Tukker, Arnold; Hertwich, Edgar G. . Journal of Industrial Ecology. 18 December 2015, 20 (3): 526–536  [2022-12-28]. S2CID 155524615. doi:10.1111/jiec.12371. （原始内容存档于2020-01-05）.
- Linkola, Pentti (2011). Can Life Prevail? Arktos Media. ISBN 1907166637
- Lovelock, James (2009). The Vanishing Face of Gaia. Basic Books. ISBN 0465019072
- The Garden of Our Neglect: How Humans Shape the Evolution of Other Species （页面存档备份，存于） 2012-7-5 Scientific American
- Sutherland W. et al. (2015). What Works in Conservation （页面存档备份，存于）, Open Book Publishers, ISBN 9781783741571.

## 外部連結
- Climate Science Special Report （页面存档备份，存于） – US Global Change Research Program
- YouTube上的The Sixth Extinction (PBS Digital Studios, 2014-11-17)
- Human activities that harm the Environment (Energy Physics) （页面存档备份，存于）
- www.worldometers.info （页面存档备份，存于）
- Equation: Human Impact on Climate Change (2017) （页面存档备份，存于） & Yale University （页面存档备份，存于）
- Environment in multiple crises – report （页面存档备份，存于）. BBC. 2019-02-12.
- The sixth mass extinction, explained （页面存档备份，存于）. The Week. 2019-02-17.